# Yangtsé
Yang-Tsé-Kiang, Yangzi Jiang
Cet article concerne le fleuve d'Asie. Pour la plaque tectonique, voir Plaque du Yangtsé.
Pour les articles homonymes, voir Jinsha (homonymie).
Le Yangtsé, Yang-Tsé-Kiang ou Yangzi Jiang (en  chinois : 扬子江 ; pinyin : Yángzǐjiāng, ou : 长江, Chángjiāng) et également en français fleuve Bleu (par opposition au fleuve Jaune, l'autre grand fleuve chinois, plus au nord), est le plus important des fleuves de Chine et d'Asie avec un débit moyen de 30 000 m3/s et une longueur de 6 380 km. C'est le troisième fleuve du monde par sa longueur après l'Amazone et le Nil, ainsi que par son débit après l'Amazone et le Congo. Ce n'est que le dixième fleuve pour la superficie de son bassin versant, mais celui-ci est le plus peuplé. Il est le plus important au monde à couler entièrement dans un seul pays.
Le Yangtsé prend sa source dans l'Ouest du pays sur le plateau tibétain, dans une région aride et dépourvue d'habitants à plus de 5 300 m d'altitude. Son cours prend d'abord une orientation sud-est et il descend du plateau de manière torrentielle en circulant dans des gorges profondes creusées dans les monts Hengduan. À près de 2 000 km de sa source, le Yangtsé arrive aux abords du plateau Yunnan-Guizhou et prend une direction générale ouest-est qu'il va conserver jusqu'à son débouché dans la mer de Chine orientale. Il irrigue le riche bassin agricole du Sichuan et sa capitale économique Chongqing, puis traverse les régions montagneuses du centre de la Chine aux défilés des Trois Gorges pour pénétrer dans une vaste plaine caractérisée par de nombreux lacs et de grandes concentrations humaines dont la ville de Wuhan. En quittant cette plaine, il passe par un dernier étranglement avant de former un delta de près de 200 km de long sur lequel se trouvent une dizaine de villes excédant le million d’habitants, dont les mégapoles de Nankin (Nanjing) et Shanghai.
Le fleuve et ses affluents drainent un bassin versant de 1,8 million de kilomètres carrés peuplé par plus de 430 millions d'habitants. Le fleuve traverse les provinces du Qinghai, Yunnan, Sichuan, Hubei, Hunan, Jiangxi, de l'Anhui et du Jiangsu, et ses affluents irriguent également le Tibet, le Shaanxi, le Henan, le Guizhou, le Guangxi, le Guandong, le Fujian et le Zhejiang. Depuis plusieurs milliers d'années, il joue un rôle central dans l'économie chinoise et la survie de sa population, par ses bienfaits (voie de transport fluviale et ressources en eau, en particulier pour la culture du riz et les pêcheries) et ses désastres (crues dévastatrices). Les hommes ont tenté depuis plus de quatre mille ans de le maîtriser par des barrages, des réseaux de digues et de canaux, des polders. L'essor fulgurant qu'a connu l'économie chinoise depuis les années 1990 a entraîné la construction d'aménagements gigantesques sur son cours (barrages, canaux d'irrigation, lacs de retenue) dont le barrage des Trois-Gorges n'est que le plus connu. Mais l'industrialisation croissante du bassin versant, l'artificialisation du fleuve et de ses affluents ainsi que la croissance démographique ont été à l'origine de désastres écologiques en décimant les espèces endémiques. Les responsables chinois tentent désormais de concilier besoins économiques et préservation des écosystèmes.

## Noms
En chinois, le fleuve est de nos jours appelé « Chang Jiang » (chinois simplifié : 长江 ; chinois traditionnel : 長江 ; pinyin : chángjiāng ; litt. « long fleuve », API : /ʈʂʰǎŋ˧˥ tɕjáŋ˥/ écouter). Le nom Yangzi Jiang (chinois simplifié : 扬子江 ; chinois traditionnel : 揚子江 ; pinyin : yángzǐ jiāng ; EFEO : Yang-Tsé-Kiang) , ne désigne en chinois que la partie du fleuve située en aval de Yangzhou ou plus largement entre Nankin et l'embouchure. Ce nom vient du petit bourg de Yangzi près de Yangzhou. Les Européens ont retenu ce nom et l'ont appliqué à tout le fleuve.
Le fleuve s'appelait autrefois Jiang Shui ou simplement Jiang. Le mot Shui en chinois classique désignant les fleuves ou rivières en général, et Jiang était le nom propre du Yangtsé. Le sens du mot Jiang s'est élargi depuis, il signifie maintenant « fleuve » en général. De nos jours pour les Chinois, c'est le Chang Jiang, littéralement le « long fleuve » ou également Wanli Changjiang, le « Fleuve des dix mille li ». Il est appelé en tibétain Dri chu (tibétain : འབྲི་ཆུ་, Wylie : bri chu, lit. «  rivière de la yack femelle »).
Traditionnellement, chaque partie du fleuve porte un nom propre (en particulier dans la littérature). Ces différentes appellations sont exposées dans le tableau ci-dessous :
|                            | distance de la source | Longueur | Point amont         | Point aval                           | Désignation                 | Commentaire                                                   |
| -------------------------- | --------------------- | -------- | ------------------- | ------------------------------------ | --------------------------- | ------------------------------------------------------------- |
| Cours supérieur (4 504 km) | 0 km                  | 346 km   | Mont Geladaindong   | Confluent du Dangqu                  | Tuotuo (chinois : 沱沱河)   | Togtog Qu (tibétain : ཐོག་ཐོག་ཆུ་)                               |
| Cours supérieur (4 504 km) | 346 km                | 828 km   | Confluent du Dangqu | Yushu                                | Tongtian (chinois : 通天河) |                                                               |
| Cours supérieur (4 504 km) | 1 174 km              | 2 290 km | Yushu               | Yibin                                | Jinsha (chinois : 金沙江)   | la “Rivière aux sables d'or”                                  |
| Cours supérieur (4 504 km) | 3 464 km              | 1 040 km | Yibin               | Yichang \| \| Chuan (chinois : 川江) |                             |                                                               |
| Cours moyen                | 4 504 km              | 955 km   | Yichang             | Hukou                                | Yangzi Jiang                | Xunyang Jiang (chinois : 潯陽江) au Jiangxi près de Jiujiang. |
| Cours inférieur            | 5 459 km              | 938 km   | Hukou               | Estuaire                             | Yangzi Jiang                | Wan Jiang (chinois : 皖江) dans la province de l'Anhui.       |

## Description
Le Yangtsé traverse la Chine centrale d'ouest en est. Il est long de 6 300 km et son bassin versant a une superficie de 1,8 million de km2, compris entre les latitudes nord 35°54' et 24°17' et les longitudes est 112°25' et 90°33'. Avec ses affluents il irrigue plus de 95 % des provinces du Sichuan, du Hubei, du Hunan, du Jiangxi et des municipalités de Chongqing et de Shanghai, 50 à 75 % du Guizhou, 25 à 50 % du Shaanxi, de l'Anhui, du Jiangsu et du Yunnan, 10 à 25 % des provinces du Qinghai, du Zhejiang, du Henan, du Gansu, du Guangxi, du Guangdong, du Fujian et de la région autonome du Tibet. Le cours du Yangtsé est habituellement divisé en trois sous-ensembles, :
- le cours supérieur va de sa source à Yichang : long de 4 250 km, son bassin versant a une superficie de 1 million de km2 et arrose principalement les provinces Qinghai, le Sichuan et la municipalité de Chongqing ;
- le cours moyen, compris entre Yichang et Hukou (Wuhan), est long de 955 km. Son bassin versant a une superficie de 680 000 km2 et il irrigue principalement le Hubei, le sud du Shaanxi, le Hunan et le Jiangxi ;
- le cours inférieur, qui débouche sur la mer de Chine orientale, est long de 938 km et la superficie de son bassin versant est de 120 000 km2 ; ce dernier englobe le sud du Anhui et du Jiangsu, le nord du Zhejiang et le territoire de Shanghai.

### Identification de la source

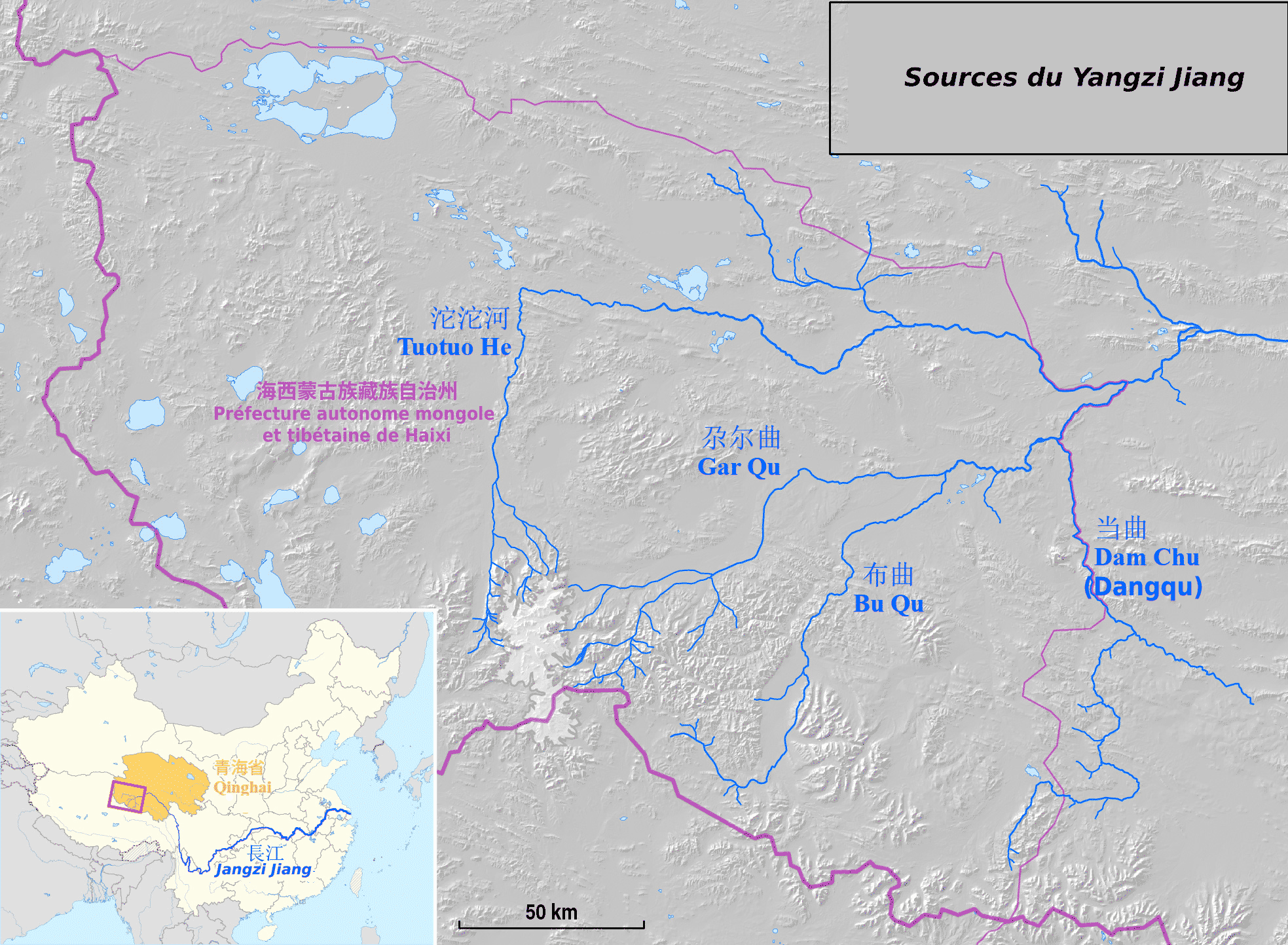
Carte des sources du Yangtsé sur le plateau tibétain.

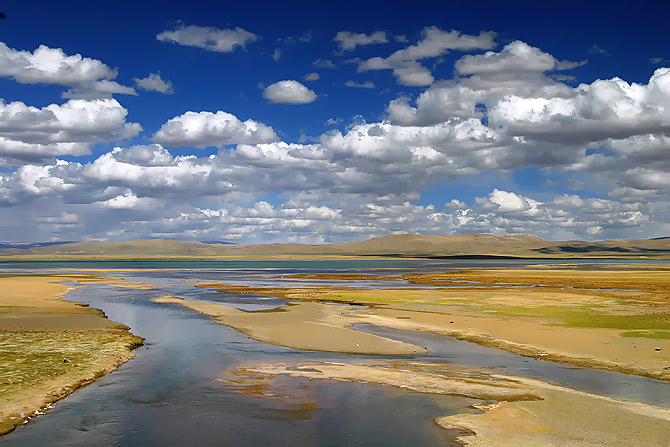
La rivière Tuotuo.

La localisation précise de la source du Yangtsé est longtemps restée inconnue, initialement à cause de l'absence d'outils de mesure précis, puis du fait de la situation reculée de la région des sources et enfin à cause de la complexité du réseau hydrographique sur le plateau tibétain. Il y a trois à quatre mille ans, le Yangtsé, au débouché des Trois Gorges, pénétrait dans une région occupée par un grand nombre de lacs et marécages qui ont été asséchés par la suite. La population était clairsemée et les habitants n'étaient pas capables de déterminer si le Yangtsé était l'affluent du Han ou l'inverse bien que le débit moyen du Yangtsé soit dix fois supérieur à celui de son affluent. En effet le cours du Han est à certains endroits très large (1 000 à 2 000 mètres) tandis que le lit du Yangtsé peut s'étrangler à 200 mètres au niveau des Trois Gorges notamment à leur débouché avant Yijiang (passe de Nankin). Un chapitre consacré au Grand Yu figurant dans le plus ancien des écrits chinois, le Classique des documents, rédigé sans doute vers 500 avant J.-C., corrige cette erreur mais indique que la source du Yangtsé se situerait dans les monts Min et que la rivière Tuotuo (la véritable source) serait un affluent situé plus à l'est. Le fleuve Min va longtemps être considéré comme la source du Yangtsé pour plusieurs raisons : à son confluent à Yibin le Yangtsé (Jinsha) a un débit moyen supérieur de seulement un tiers à celui de le Min, sa largeur est généralement inférieure, car le fleuve circule la plupart du temps dans une vallée encaissée (150 à 200 m contre 400 à 1 000 mètres) et son cours n'est pas navigable, contrairement à celui du fleuve Min. C'est le voyageur-géographe Xu Xiake (1587-1641) qui établit le premier que le Jinsha constitue le fleuve principal. Une expédition, organisée sous l'empereur Kangxi effectue une première reconnaissance de la région des sources sur le plateau tibétain sans toutefois parvenir à identifier précisément l'origine du Yangtsé. Un atlas géographique publié en 1718 consigne ces découvertes. En 1761, Chi Zhaonan décrit de manière détaillée les différents cours d'eau situés dans la région des sources du Yangtsé.
La recherche de la véritable source du Yangtsé est relancée à partir des années 1970 lorsque plusieurs expéditions scientifiques chinoises sont organisées. Les trois principaux cours d'eau contribuant à la formation du Yangtsé dans cette partie du plateau tibétain sont le Chumar, le Tuotuo et le Dangqu. La rivière Chumar est rapidement exclue en tant que source, car son débit est le plus faible et elle s'assèche souvent en hiver. Le Dangqu a un débit cinq à six fois plus important que le Tuotuo et son bassin versant a une superficie plus importante. Mais la commission officielle chinoise retient le Tuotuo comme la source officielle du Yangtsé pour plusieurs raisons : son origine est mieux établie ; la distance à vol d'oiseau de l'estuaire est nettement plus importante ; sa longueur est estimée plus importante d'une vingtaine de kilomètres (mais des mesures effectuées par la suite prouveront que le Dangqu est en fait plus long de 12 km). D'un point de vue hydrologique, c'est le débit qu'on retient en général, ce qui ferait de la source du Dangqu la véritable source du Yangtsé.

### Cours sur le plateau tibétain
Le Yangtsé prend sa source sur le plateau tibétain dans la province chinoise du Qinghai au pied du mont Geladaindong qui culmine à 6 621 m et constitue le plus haut sommet des monts Tanggula. La source elle-même est située à une altitude de 5 395 m au pied du glacier sud qui descend de cette montagne. Après avoir émergé d'un canyon étroit, la rivière circule sur un terrain relativement plat sillonné de petits cours d'eau et entouré de sommets arrondis. Le sol, couvert de neige en hiver, se transforme en prairie à la belle saison. La présence d'une épaisse couche de pergélisol (la température moyenne annuelle est inférieure à 0 °C) ne lui a pas permis de creuser un lit et la rivière, peu profonde, s'étale largement dans un paysage désolé et inhabité, balayé par des vents violents et dépourvu de toute végétation arbustive. La première section du fleuve, longue de 346 km, est baptisée Tuotuo. Sur cette partie de son cours d'eau, la rivière descend d'une altitude de 5 400 à 4 470 m (pente de 2,69 ‰). Le bassin versant associé a une superficie de 17 600 km2.
Toute cette partie du plateau tibétain faiblement arrosé (moins de 250 mm de précipitations annuelles) est occupée par une steppe pratiquement désertique. La région des sources fait partie de la division administrative de niveau bourg de Tanggulashan (préfecture autonome mongole et tibétaine de Haixi) qui occupe une superficie de 47 540 km2 mais compte seulement 1 300 habitants (densité : 0,03 habitant/km2). Ceux-ci sont concentrés dans une dizaine de hameaux situés le long des deux axes de transport qui relient Golmud à Lhassa et qui ont été construits côte à côte : la route nationale 109 et la ligne ferroviaire Qing-Zang. Les habitants vivent de l'élevage de troupeaux de moutons. Une grande partie de la région des sources fait partie de la réserve naturelle des Sources des trois rivières (Sanjiangyuan) qui protège notamment les abords du mont Geladaindong et une grande partie du cours du Dangqu.
La confluence avec le premier affluent d'importance — le Dangqu venu du sud — marque la fin de cette section et le cours d'eau prend alors le nom de Tongtian. Le Dangqu est long de 352 km et son bassin versant a une superficie de 30 786 km2. D'un point de vue hydrologique, son cours, plus long que celui du Tuotuo, en fait la véritable source du Yangtsé; mais officiellement et pour des raisons historiques (la source du Dangqu n'a été découverte qu'à la fin du XXe siècle), le gouvernement chinois a maintenu que le Tuotuo constituait la première section du Yangtsé. Le Dangqu prend sa source à une altitude moins élevée que le Tuotuo et son cours, beaucoup moins pentu, divague au milieu de marécages. Après ce confluent, le Tongtian continue de progresser sur le plateau glacé sur une longueur de 278 km (pente de 0,9 ‰) avant de recevoir son deuxième affluent d'importance venu du nord : la rivière Chumar longue de 515 km est alimentée par la fonte des neiges en provenance des monts Kunlun. Son bassin versant d'une superficie de 20 800 km2, caractérisé par la rareté de la végétation, est couverte de dunes de sable. Le long de cours d'eau, l'érosion intense donne une couleur rouge aux eaux. Après ce confluent, le Tongtian parcourt 550 km dans un paysage montagneux. Le cours d'eau, dont la largeur se resserre entre 50 et 200 m, circule dans un canyon. Il dessert une première ville d'importance, Yushu, avant de recevoir un affluent de la rive droite : la rivière Batang. Il a alors parcouru 828 km depuis son confluent avec le Danqqu.

Le Jialing
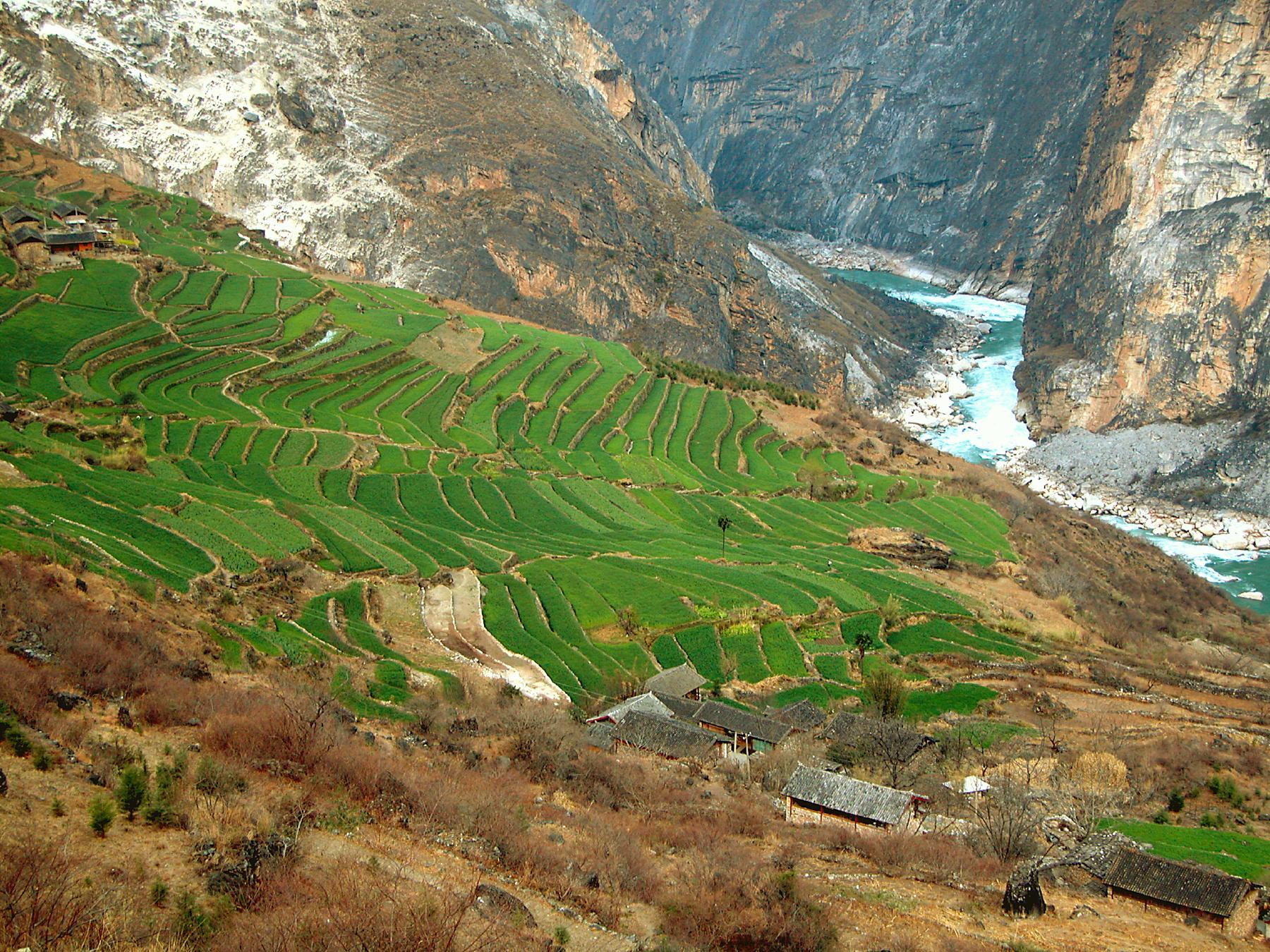
Cultures en terrasses au débouché des gorges du Saut du tigre (Yunnan).
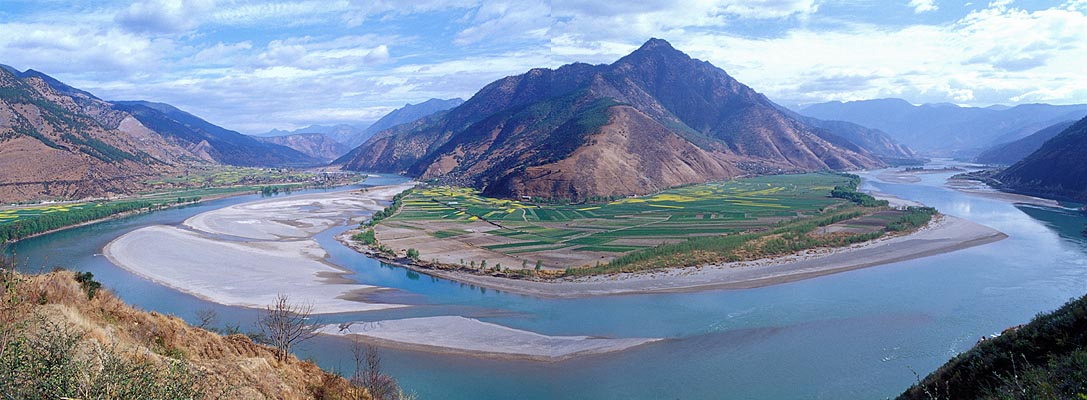
Le premier coude du Jinsha (cours supérieur du Yangtsé) à Shigu dans la province du Yunnan.

### Le Jialing
À partir de son confluent avec la rivière Batang le fleuve prend le nom de Jinsha (« sables dorés », d'où l'appellation “Rivière aux sables d'or”) — autrefois Shengshui ou Lishui — qui lui a été donné à cause de la couleur « jaune doré » du sable de la rivière. Cette partie du fleuve est longue de 2 290 km. Le fleuve, qui perd 3 300 mètres d'altitude (pente de 1,45 ‰) entre ses deux extrémités, dispose d'un gros potentiel hydroélectrique. Jusqu'à la ville de Shigu, le fleuve se dirige vers le sud-sud-est dans une vallée rectiligne qui est parallèle à celle de ses principaux affluents situés à l'est et des fleuves Mékong et Salouen à l'ouest. Il forme une frontière naturelle entre la région autonome du Tibet et la province du Sichuan. La Jinsha circule à travers des canyons profonds (jusqu'à 2 000 mètres) creusés dans les monts Hengduan où le cours d'eau semé de rapides se resserre jusqu'à 80 mètres de largeur. Dans des passages plus larges le fleuve, dont le lit atteint 200 mètres de large, est encombré de bancs de sable et d'ilots et est encadré par des terrasses sédimentaires. À Shigu, le fleuve effectue un coude à 180º et repart vers le nord. Il traverse les gorges du Saut du tigre, un canyon spectaculaire de plus de 2 000 m de profondeur, devenu un lieu d'excursion touristique prisé.
Au niveau de la ville de Dongchuan, il part brusquement vers le nord et serpente dans les monts Hengduanshan au Yunnan, puis commence une inflexion vers l'est où il est rejoint par d'importants affluents (Yalong, Min et Jialing) qui le transforment en un gigantesque cours d'eau boueux, tourbillonnant et chargé des déchets et rejets des 120 millions d'habitants et cultivateurs du bassin du Sichuan.

### De Yibin à Yichang (le Chuan)
La dernière section du cours supérieur, entre Yibin et Yichang, est longue de 1 040 kilomètres. La pente moyenne est de 2 ‰ et le bassin versant associé a une superficie de 530 000 km2. La largeur du lit du fleuve est comprise généralement entre 200 et 300 mètres dans les sections les plus étroites et 600 à 800 mètres dans les zones de plaines. Il y a de nombreux bancs de sable et parfois le fleuve se divise en plusieurs chenaux. Le fleuve devient navigable. Cette section du fleuve est baptisée Chuan par les Chinois. La caractéristique la plus marquante de cette section est que les principaux affluents du fleuve et peut-être certains affluents secondaires, en particulier ceux de la rive droite, ont été capturés par le Chuan. Avant qu'il ne parvienne à rejoindre la mer de Chine orientale en perçant ce qui est aujourd'hui le défilé des Trois Gorges, le Chuan coulait dans le sens opposé vers le sud-ouest, ce que montre bien l'orientation des affluents principaux au niveau de leur confluent.
Au niveau de son confluent avec le fleuve Jialing, un de ses principaux affluents, le Yangtsé traverse l'agglomération de Chongqing, une des grandes villes de l'intérieur de la Chine avec environ 8 millions d'habitants. Cette ville détient également le record des pluies acides pour toute l'Asie orientale, des nuages sulfureux surplombant en permanence les vallées abritées de ce grand centre industriel.

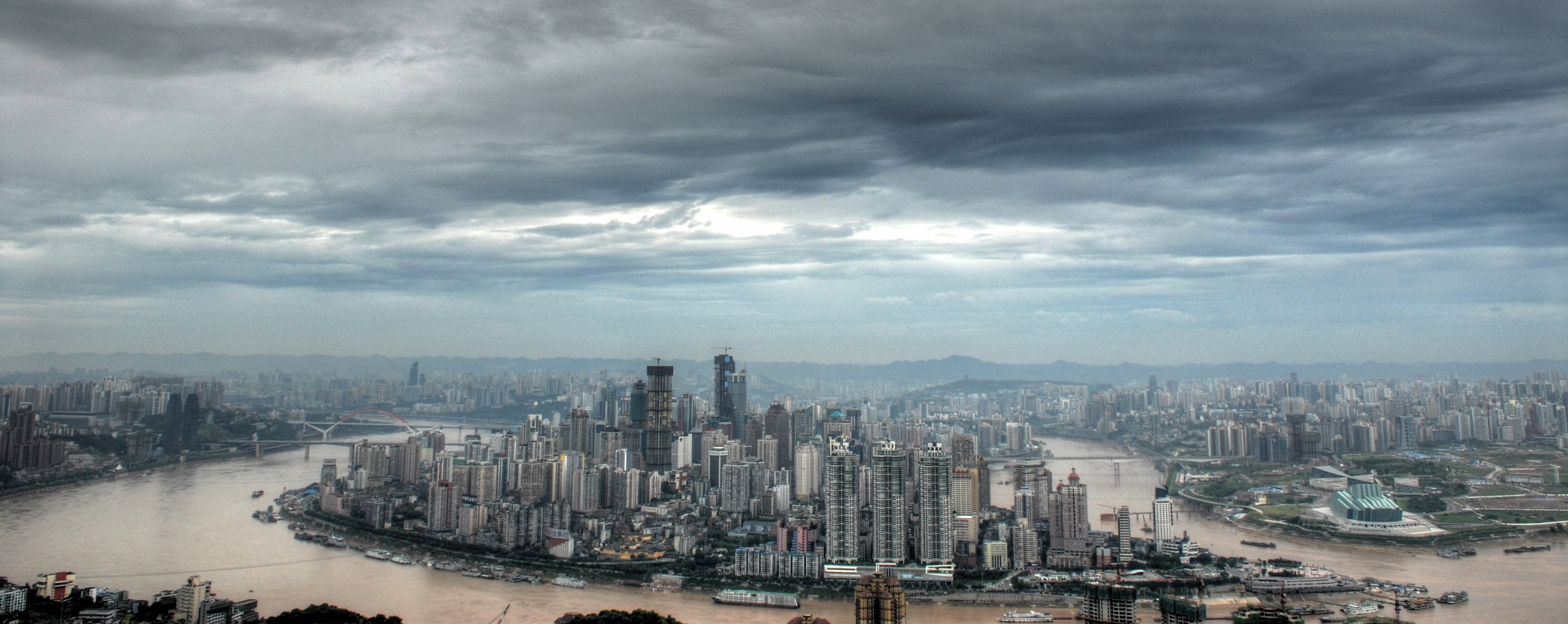
Panorama : le Yangtsé à Chongqing.

#### Les Trois Gorges

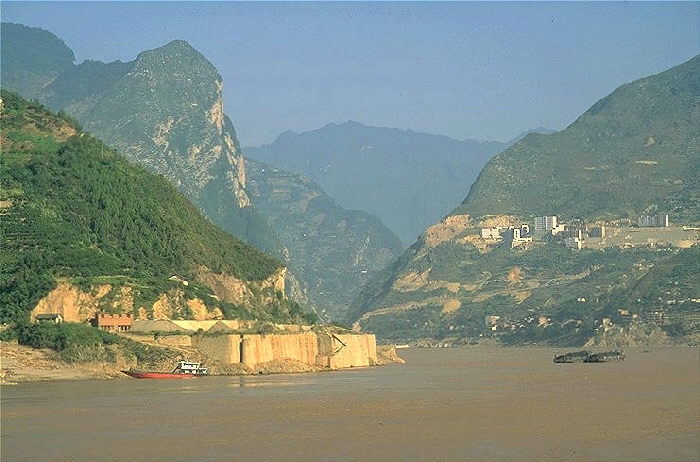
Paysage des Trois Gorges.

À partir de la ville de Baidi, le fleuve Yangtsé doit se frayer un chemin entre les monts Daba et les monts Wuling. Sur une longueur de 310 kilomètres, il se faufile à trois reprises dans des gorges étroites et profondes taillées dans des roches dures. Entre ces Trois Gorges, le cours du fleuve, qui peut creuser son lit dans des roches plus tendres, s'élargit. Le premier de ces défilés, le plus impressionnant, est la gorge de Qutang, longue de 8 kilomètres. La largeur du fleuve se rétrécit à 100 mètres et il est dominé par des montagnes qui le surplombent de 1 200 mètres. Les gorges de Wu sont une succession de gorges qui s'échelonnent sur 45 kilomètres entre Wushan et Guandukou (Badong). Enfin la gorge de Xiling, longue de 66 kilomètres, est comprise entre Zigui et le défilé de Nankin, immédiatement en amont de la ville de Yichang qui marque la limite inférieure du cours supérieur et l'arrivée dans un paysage de plaines. Xiling est formé d'une série de sept gorges. Cet ensemble de défilés, à cause de ses rapides, limitait fortement la navigabilité du fleuve avant la construction du barrage des Trois-Gorges, édifié à une vingtaine de kilomètres en amont du défilé de Nankin. Ce barrage gigantesque, inauguré en 2003, le plus grand des barrages jamais construit, retient à pleine capacité un plan d'eau situé 110 mètres plus haut que le fleuve en aval. Le lac de barrage créé ainsi s'étend sur une longueur de 660 km jusqu'à la ville de Chongqing et a permis de supprimer les obstacles à la navigation. Une série d'écluses permet à des navires de 10 000 tonnes de franchir le barrage. Les Trois Gorges sont également un site de navigation touristique très fréquenté.

### Cours moyen

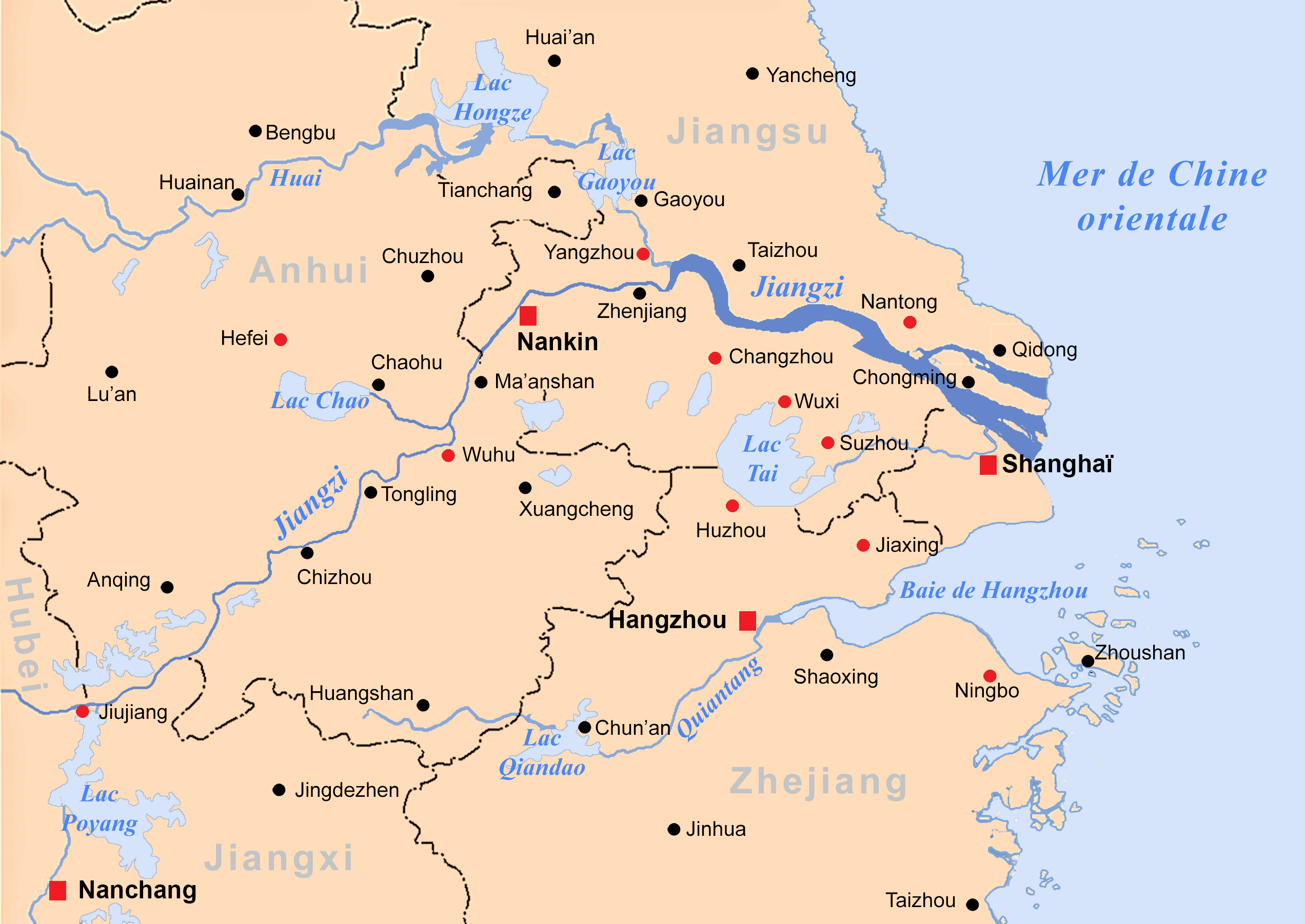
Carte du cours inférieur du Yangtsé et de son estuaire.

Après les Trois Gorges, le fleuve continue sa course vers la côte, mais en s'élargissant et en s'apaisant, car son altitude n'est plus que de 10 mètres et il se trouve encore à 1 600 kilomètres de son embouchure. Il pénètre dans une région de plaines et sa pente devient très faible : 34 mm/km jusqu'à Wuhan et 14 mm/km par la suite. Selon la classification officielle, le cours moyen du Yangtsé débute immédiatement au sortir des gorges en amont de Yichang. Le fleuve traverse d'abord la province de Hubei baptisée la « province des Mille Lacs » car elle est parsemée de lacs et de méandres abandonnés. De nombreux affluents convergent dans cette plaine. Ce sont d'abord sur sa rive droite le Yuan et le Xiang, affluents de la rive droite qui se déversent par l'intermédiaire du lac Dongting, puis le Han, son affluent le plus long, qu'il reçoit sur sa rive gauche au niveau de la mégalopole de Wuhan. Entre Zhucheng (à une soixantaine de kilomètres en aval de Yichang) et le canal de communication avec le lac Dongting, le cours du fleuve divague fortement. Sur sa rive gauche la plaine Jianghan, une région de production agricole intensive, est sillonnée de milliers de canaux de drainage et les terres sont protégées par un immense réseau de digues. Sur la rive droite, des déversoirs permettent en temps de crue de dériver les eaux excédentaires vers le lac Dongting. Toutefois, celui-ci a vu sa superficie divisée par quatre au cours du siècle passé : les habitants ont progressivement colonisé ses rives en créant des polders, tandis que les dépôts de sédiments arrachés par le fleuve à son cours moyen ont fortement diminué sa capacité d'absorption des crues. Avant l'aménagement du barrage des Trois-Gorges, le fleuve devenait navigable à partir de Yichang jusqu'à l'estuaire, créant une voie de communication parfaite pour écouler vers l'extérieur les productions locales. Aussi la densité des villes à vocation essentiellement commerciales s'accroît sur le cours du fleuve lui-même (Jinzhou, Shashi, Yueyang et Jiujiang) et celui de ses affluents navigables (Changsha et Nanchang). Le fleuve atteint à la hauteur de la mégalopole de Wuhan une largeur de deux kilomètres. En aval de Wuhan le Yangtsé reçoit sur sa rive droite les eaux du Gan par l'intermédiaire du lac Poyang. La convergence de tous ces affluents depuis Yichang (Yuan, Xiang, Han et Gan) est à l'origine de crues violentes malgré le rôle amortisseur joué par les deux lacs en particulier le lac Dongting dont la superficie peut passer de 6 000 à 20 000 km2, ce qui permet de détourner une partie des eaux excédentaires. Mais malgré la profondeur et la largeur du lit du fleuve, celui-ci ne permet d'écouler qu'environ 46 000 m3/s. Lorsque le débit du fleuve dépasse 75 000 m3/s, comme en 1931, des inondations catastrophiques ont lieu.

### Cours inférieur et delta
Immédiatement après le déversoir du lac Poyang, en aval de Hukou, commence le cours inférieur d'une longueur de 938 km. Le fleuve est encombré de bancs de sable et se subdivise parfois en plusieurs bras. Le fleuve devient plus large à partir d'Anqing et la vitesse de ses eaux diminue. Une grande partie des alluvions transportées jusque là se déposent dans le lit du fleuve. À partir de Tongling, les effondrements des berges sont fréquents. Arrivé à Jiangyin, la largeur du fleuve passe de 1,4 à 5,7 kilomètres. C'est dans cette partie du fleuve que l'on peut commencer à trouver des esturgeons, des spatules et des alligators de Chine.
L'estuaire du Yangtsé, qui officiellement débute à Xuluijing et s'étire jusqu'à la bouée 50 au débouché du fleuve dans la mer de Chine orientale, est long de 182 kilomètres et forme un large delta. Le cours du fleuve se subdivise une première fois en chenal nord et sud à la hauteur de l'île de Chongming. Celle-ci, longue de 32 kilomètres et large de 6,5 kilomètres a été formée par les dépôts alluvionnaires du Yangtsé. La branche sud se subdivise à son tour au niveau des îles de Changxing et de Hengsha en chenal nord et sud. À la hauteur de ces îles sur la rive sud, se trouve Shanghai, la plus peuplée des villes chinoises et le moteur de son économie. Le fleuve reçoit la rivière Huangpu qui traverse cette mégapole. Enfin le banc de sable de Jiuduansha entraîne la partition du chenal sud en passage nord et passage sud. Le fleuve se jette dans la mer par quatre chenaux : la branche nord, le chenal nord, le passage nord et le passage sud. Le passage nord constitue la principale voie d'eau pour la navigation au niveau du port de Shanghai. Ces différents chenaux s'étalent sur 90 kilomètres du nord au sud.
La partie du delta formé par le fleuve qui n'a pas été occupée par les constructions rassemble des terres agricoles, des lacs, des étangs, d'innombrables îlots et des milliers d'hectares de roselières.

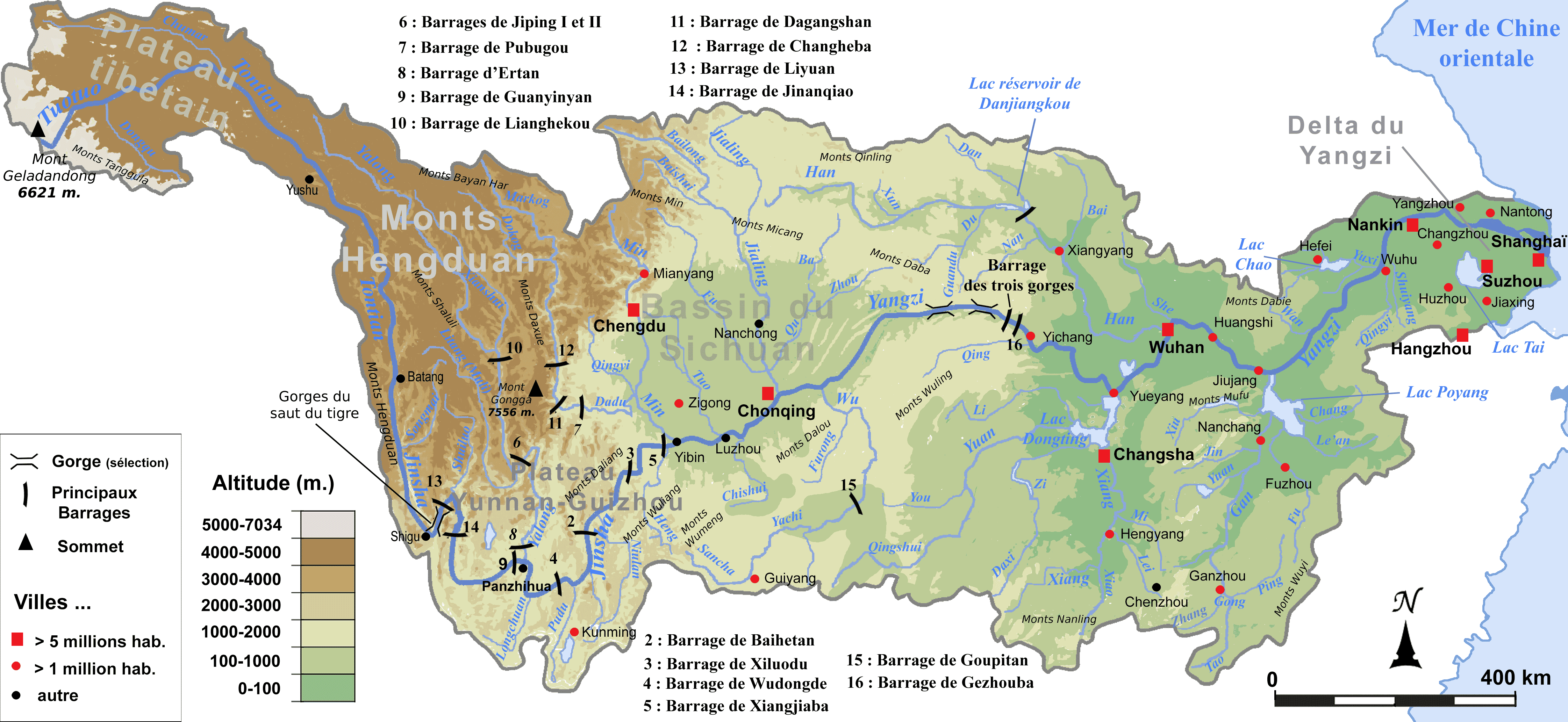
Bassin fluvial du Yangtsé : affluents, principales villes et barrages ayant une puissance installée de plus de 2000 MW.

## Affluents

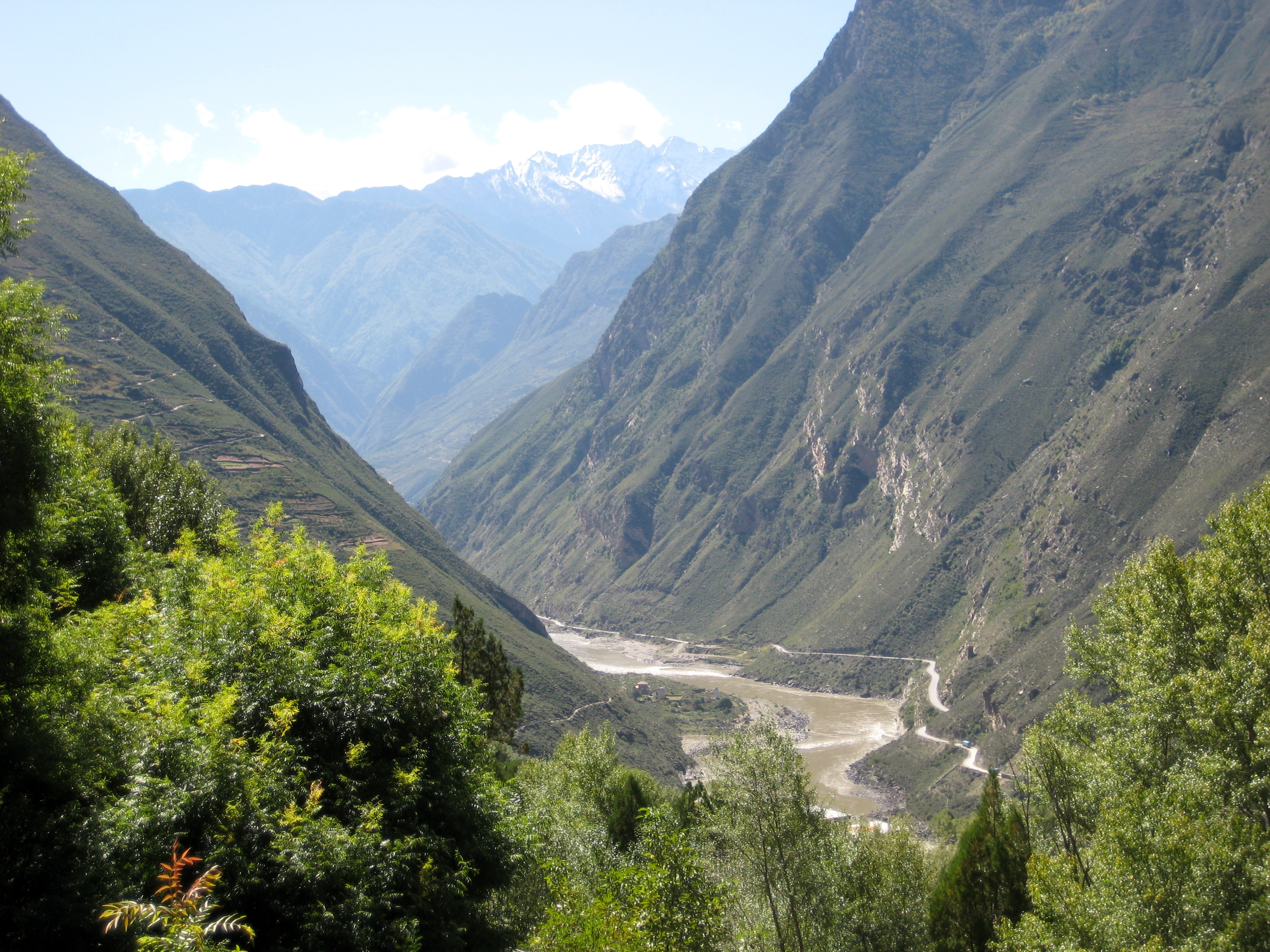
La rivière Dadu dans le xian de Danba, affluent du fleuve Min, lui-même affluent du Yangtsé.

Le Yangtsé a plus de sept mille affluents. Huit d'entre eux ont un bassin versant d'une superficie supérieure à 80 000 km2 : quatre sont situés sur le cours supérieur (Yalong, Min, Jialing, et Wu) et quatre se jettent dans le cours moyen du Yangtsé : Yuan, Xiang par le lac Dongting, Gan par le lac Poyang et Han. Quarante-neuf affluents ont un bassin versant d'une superficie supérieure à 10 000 km2 et le bassin versant de 437 affluents dépassent les 1 000 km2.
Les principaux affluents du Yangtsé sont d'amont en aval  :
- le Yalong (雅砻江), affluent de la rive gauche, est long de 1 323 km avec un bassin versant d'une superficie de 128 444 km2 et un débit moyen de 1 914 m3/s. Son principal affluent est le Muli (Liatong). Le fleuve prend sa source sur le plateau tibétain comme le Yangtsé et son cours, caractérisé par une forte pente, suit une direction parallèle au Yangtsé. Plus de 23 barrages ont été construits ou sont planifiés avec une puissance installée de 30 000 MW à l'horizon 2030. Les principaux barrages opérationnels sont le Ertan en 1999 (3 300 MW), le Guandi en 2012 (2 400 MW), les Jinping I en 2013 (3 600 MW) et Jinping II en 2012 (4 800 MW) et Lianghekou (3 600 MW) qui doit être inauguré en 2021 ;
- la Min (岷江), affluent de la rive gauche, a une longueur de 735 km avec un bassin versant d'une superficie de 134 000 km2. Son principal affluent est la Dadu (大渡河) d'une longueur de 1 155 km avec un bassin versant d'une superficie de 92 000 km2. La Min est l'affluent du Yangtsé qui a le débit le plus élevé (2 850 m3/s). Plusieurs barrages de très grande taille ont été construits sur la Dadu au cours de la décennie 2010 : Pubugou (3 300 MW) inauguré en 2010, Houziyan (2 600 MW) en 2016, Changheba (2 600 MW) en 2016, Shuangjiangkou (2 000 MW) en 2020 ;
- le Jialing (嘉陵江), affluent de la rive gauche, a une longueur de 1 119 km et un bassin versant d'une superficie de 160 000 km2. Son débit moyen est de 2 130 m3/s. C'est l'affluent du Yangtsé qui a le bassin versant le plus étendu ;
- le Wu (巫水), affluent de la rive droite, a une longueur de 1 150 km avec un bassin versant d'une superficie de 80 300 km2 et un débit moyen 1 108 m3/s. Le barrage de Goupitan d'une capacité de 3 000 MW a été inauguré en 2019. C'est le plus long des affluents du Yangtsé ;
- le Yuan (Yuan) (沅江), d'une longueur de 864 km, a un bassin versant d'une superficie de 89 163 km2. Son débit moyen est de 2 158 m3/s. Il se jette dans le lac Dongting qui lui-même se déverse dans le Yangtsé ;
- le Xiang (湘江, Xiāng jiāng)), affluent de la rive droite, a une longueur de 856 km. Le fleuve a un débit moyen de 2 070 m3/s et son bassin versant a une superficie de 94 815 km2. Il se jette dans le Yangtsé par le lac Dongting. Le fleuve arrose la province du Hunan dans le Centre sud de la Chine. Ses principaux affluents sont les rivières Lei et Mi ; son cours supérieur porte le nom de Xiao ;
- le Han, affluent de la rive gauche, est le plus long des affluents du Yangtsé (1 532 km) ; il se jette dans le Yangtsé à Wuhan. Son bassin versant a une superficie de 81 600 km2 et son débit moyen est de 1 667 m3/s ;
- le Gan (赣江), affluent de la rive droite, a une longueur de 885 km. Il se jette dans le lac Poyang qui lui-même se déverse dans le Yangtsé près de la ville de Jiujiang. Son bassin versant a une superficie de 81 600 km2 et son débit moyen est de 1 667 m3/s.

## Lacs et réservoirs du bassin versant
| Lac      | Province | Altitude (m) | Superficie (km2) | Capacité stockage (milliards de m3) | Profondeur moyenne (m) |
| -------- | -------- | ------------ | ---------------- | ----------------------------------- | ---------------------- |
| Poyang   | Jiangxi  | 22           | 3 900            | 28,9                                | 7,41                   |
| Dongting | Hunan    | 33,5         | 2 623            | 16,7                                | 6,37                   |
| Tai      | Jiangsu  | 3,1          | 2 338            | 4,87                                | 2,08                   |
| Chao     | Anhui    | 10           | 780              | 4,81                                | 6,17                   |
| Hong     | Hubei    | 25           | 344              | 0,659                               | 1,92                   |
| Liangzi  | Hubei    | 17           | 304              | 1,08                                | 3,56                   |
| Dianchi  | Yunnan   | 1 887        | 312              | 1,59                                | 5,11                   |

Il existe un très grand nombre de lacs sur le bassin du Yangtsé. Leur superficie totale est d'environ 20 000 km2 soit 4 % de celle du bassin versant. Ils sont principalement concentrés sur les cours moyen et inférieur du fleuve (92 % de la superficie totale) notamment avec quatre des cinq plus grands lacs de Chine : le lac Dongting, le lac Poyang, le lac Tai et le lac Chao. Leur superficie a régressé de plus de 30 % depuis 1949 du fait de la conjugaison de plusieurs facteurs : la construction d'ouvrages de contrôle des crues ; un meilleur drainage des terrains ; la lutte contre les parasites vivant dans les eaux stagnantes ; l'envasement ; la progression des terres cultivées par assèchement des rives. La circulation des eaux des principaux lacs, lesquels étaient autrefois directement connectés au fleuve Yangtsé, est désormais bloquée (sauf dans le cas des Dongting et Poyang) par des écluses mises en place à la fin des années 1980. En conséquence les lacs ne peuvent plus jouer avec autant d'efficacité leur rôle d'amortisseur de crues. En 2009, il y avait 46 000 réservoirs construits sur l'ensemble du bassin versant du Yangtsé, représentant une capacité de stockage de 250 milliards de m3. Cent soixante-six de ces réservoirs ont à eux seuls une capacité de 191 milliards de m3.

## Histoire

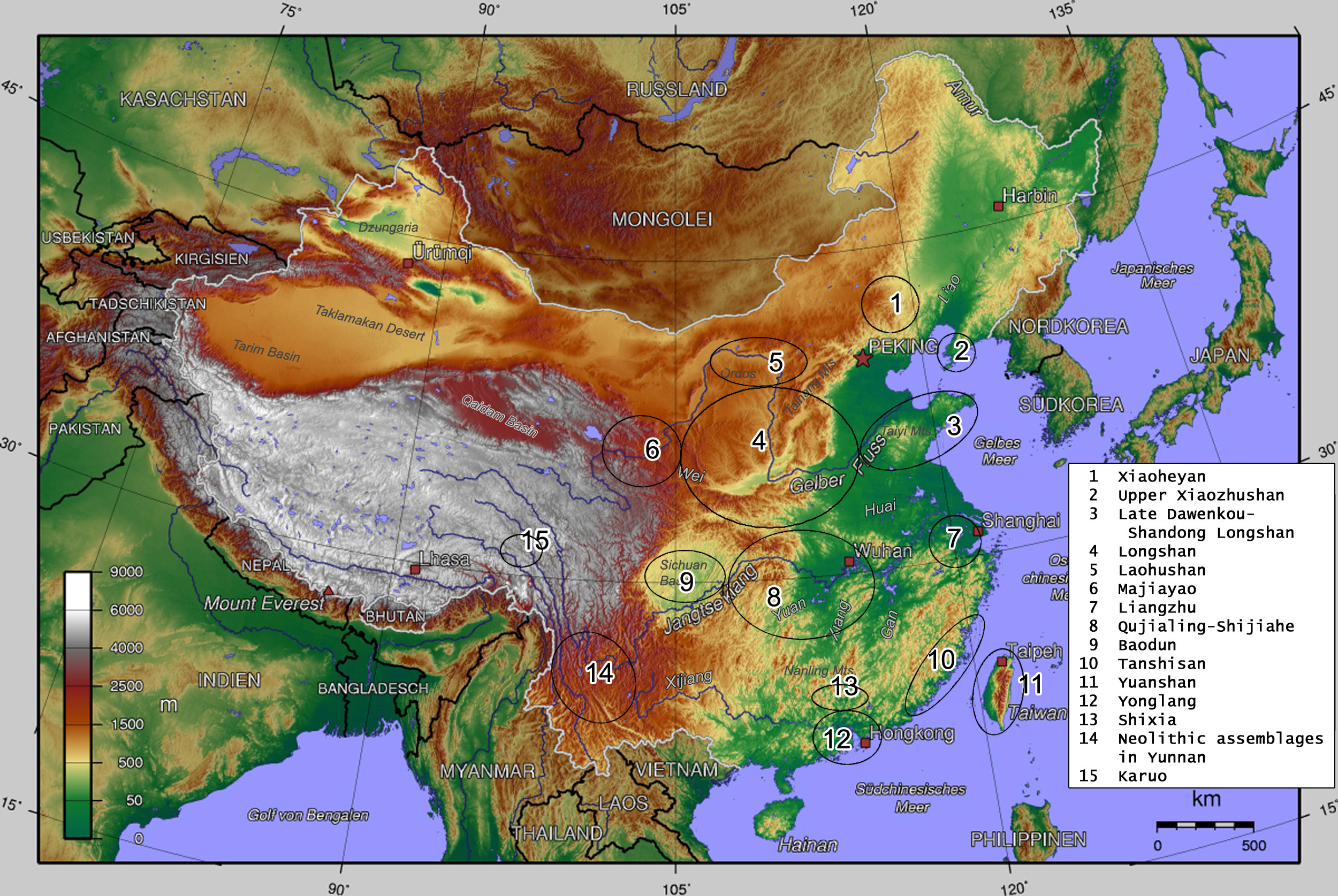
Carte des différentes cultures néolithiques ayant existé sur le territoire de la Chine contemporaine.

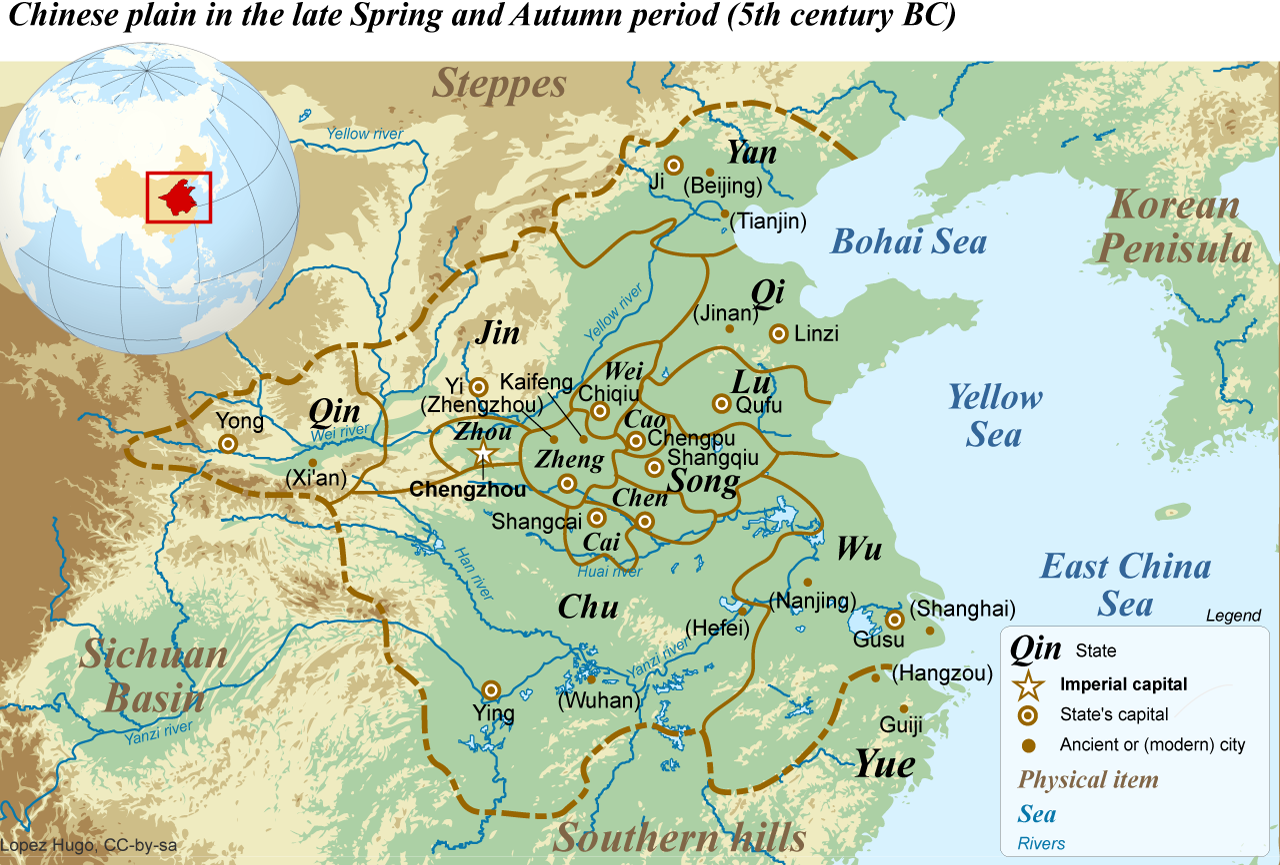
Carte politique de l'époque des royaumes combattants.

La civilisation chinoise se développe initialement à partir du cours moyen du fleuve Jaune et s'étend à la Chine du Nord. Mais très rapidement, le fleuve Yangtsé joue un rôle central dans l'histoire de la Chine.

### Néolithique
Les premières traces d'activité humaine le long du fleuve remontent à 27 000 ans et ont été découvertes dans la région des Trois Gorges. La culture de Hemudu et celle de Majiabang, qui sont les premières à cultiver le riz, occupent les terres autour du Yangtsé inférieur à compter du Ve millénaire av. J.-C.. La culture de Liangzhu qui les remplace à compter du IIIe millénaire av. J.-C. est manifestement influencée par celle de Longshan qui occupe le cours moyen du fleuve Jaune et crée les premiers éléments de la civilisation chinoise. On sait que les habitants du bassin versant du Yangtsé, les Yue, avaient des coutumes très différentes de leurs voisins du Nord, se noircissant les dents, se tatouant le corps et vivant dans des petits villages entourés de roseaux et qu’ils étaient considérés comme des barbares par leurs voisins du Nord. La vallée du Yangtsé moyen est occupée à l'époque par des cultures néolithiques beaucoup plus sophistiquées,. Par la suite ce seront les premières à passer sous l'influence culturelle de la Chine du Nord. La plaine Jianghan, que traverse le cours moyen du Yangtsé et qui subit les crues périodiques du fleuve recevant plusieurs de ses grands affluents, est à l'époque occupée par des marécages. Les premiers occupants commencent néanmoins à coloniser cette région dès le Néolithique,.

### Premiers États organisés
Sur le cours inférieur du Yangtsé, deux tribus de Yue, les Gouwu et les Yuyue, entrent dans la sphère d'influence culturelle des Zhou (Chinois du Nord) à compter du IXe siècle av. J.-C. et forment les royaumes de Wu et de Yue. Leurs habitants sont réputés pour leurs épées, leurs navires et comme pêcheurs. Ils adoptent les institutions politiques, l'écriture en caractères chinois et les technologies militaires de leurs puissants voisins du Nord. L'État de Jing implanté initialement dans le nord de la Chine étend son emprise sur le cours moyen du Yangtsé en progressant le long du fleuve Han, affluent du Yangtsé. Au cours de cette expansion, il prend le nom d'État de Chu,. Ayant établi sa capitale au milieu du cours moyen du Han, les dirigeants de l'État de Chu (500 ans avant J.-C.) contribuent à accélérer la colonisation du cours moyen du Yangtsé.
Les États du bassin du Yangtsé jouent un rôle politique croissant dans l'histoire de la Chine durant la période des Printemps et Automnes (771-481) et celle des Royaumes combattants (481-221 av J.C.). Les conflits, qui embrasent la Chine du Nord, s'étendent au bassin du Yangtsé lorsque l'État de Wu pour contrer la puissance croissante de son voisin, l'État de Chu, s'allie à l'État de Jin. Wu parvient en 506 av. J.-C. à saccager Ying, la capitale de son adversaire. Mais Chu s'allie à l'État de Yue et en 473 av. J.-C., Goujian, le roi de cet État, vainc et annexe l'État de Wu. Il déplace sa capitale dans la ville de Wu dans ce qui est aujourd'hui la ville de Suzhou. En 333 av J.-C., Chu prend le dessus sur son rival et annexe l'État de Yue.

### Premier Empire chinois: l'État de Qin
En Chine du Nord, l'État de Qin fondé dans le bassin de la rivière Wei, affluent du fleuve Jaune, monte rapidement en puissance en mettant en place une organisation étatique qui s'appuie sur une armée imposante financée par les excédents agricoles. L'État de Qin commence à étendre son territoire au bassin versant du Yangtsé en annexant les États de Ba et de Shu en 316 av. J.-C. Tous deux sont situés dans le Sichuan sur le cours supérieur du Yangtsé. En 278 av. J.-C., Qin, qui achevait la conquête de la Chine du Nord, attaque l'État de Chu qui domine le cours inférieur du Yangtsé et constitue son dernier grand rival. Après sa victoire, Qin Shi Huang fonde le premier Empire chinois. C'est l'État de Qin qui réalise les premiers travaux d'irrigation d'envergure dans le bassin du Yangtsé : le système d'irrigation de Dujiangyan créé en 256 avant J.-C. près de Chengdu (Sichuan) dérive les eaux de la Min, un affluent du Yangtsé. Il permet d'accroître fortement la production agricole de la plaine environnante. Les ressources excédentaires produites permettent à l'État de Qin de réaliser la campagne d'unification de la Chine. Cet ouvrage, toujours opérationnel 2 260 ans après sa réalisation, est classé au patrimoine mondial de l'UNESCO en tant que plus ancien ouvrage hydraulique du monde. Après sa victoire, l'empereur Qin Shi Huang étend son territoire vers le sud en annexant une grande partie des régions du Guangzhou, du Guangxi et sans doute aussi du Fujian, en effectuant une poussée jusqu'à Hanoï. Cette conquête est permise par la facilitation du ravitaillement des armées : pour cela, il a fait construire le canal Lingqu qui met en communication la rivière Xiang, affluent du fleuve Yangtsé, avec la rivière Li qui fait partie du bassin versant de la rivière des Perles et irrigue les territoires ennemis. Ce canal long de 32 km, qui épouse les courbes de niveau du relief, est le premier ouvrage de ce type construit par l'homme.

### Dynastie Han
Le territoire de l'Empire est divisé en trente-six commanderies. La chute de la dynastie Qin intervient très rapidement (206 av. J.-C.) et l'Empire éclate alors en plusieurs États. Les commanderies du Sud forment le royaume de Nanyue dont le territoire comprend le Guandong, le Guangxi et le Yunnan tandis que le reste de l'Empire se retrouve divisé en dix-huit royaumes. Très vite, deux puissances en émergent : le royaume du Chu occidental, dirigé par Xiang Yu et le royaume de Han dirigé par Liu Bang. La guerre entre le Chu et le Han (206-202 av. J.-C.) les oppose et s'achève par la victoire du Han. Lui Bang se proclame empereur et fonde la dynastie Han. Sous le règne de ces empereurs (206 av. J.-C. - 220 après J.-C.), la région du Yangtsé joue un rôle croissant. Les systèmes d'irrigation, qui avaient commencé à être mis en place sous les Qin sont étendus. Certaines zones inondables sont transformées en terres agricoles et des digues sont construites le long du fleuve, en particulier sur le cours moyen, ainsi que le long de ses affluents pour les protéger des crues saisonnières.

### Des Trois Royaumes à la dynastie Ming
À la chute de la dynastie Han, débute la période des Trois Royaumes (220-280 après J.-C,), la Chine éclate en trois États : le royaume de Wei qui domine le bassin du fleuve Jaune au nord, celui de Wu qui s'étend aux cours moyen et inférieur du Yangtsé et le royaume de Shu centré sur le bassin du Sichuan. Les Wu généralisent la pratique du tuntian qui permet de mobiliser de vastes ressources humaines, notamment les réfugiés chassés par les conflits en cours et les soldats désœuvrés, pour transformer des terrains en friche en terres agricoles. Ce système permet de créer les premiers polders dans les zones inondables des cours inférieur et moyen du Yangtsé. Cette organisation sera reprise de manière systématique par les successeurs des Wu. Le royaume initie la mise en valeur du delta du Yangtsé, une région de marais jusque là impropre à une exploitation agricole, avec les premiers travaux hydrauliques autour du lac Tai. Ce début de mise en valeur est également lié à l'implantation de la capitale à Nankin et à l'afflux de réfugiés fuyant les combats dans le nord de la Chine.
Sous les dynasties Sui (581-618) et Tang (618-907), les ouvrages hydrauliques se multiplient dans la région du lac Tai et à sa périphérie au sud : construction de digues pour protéger des crues du fleuve, mais également de l'envahissement des terres du delta par la mer, construction de réservoirs (bei-tang) pour irriguer les terres durant la saison sèche, construction de canaux destinés selon le cas à drainer ou à irriguer, multiplication des polders (weitian), gagnés sur les hauts fonds lacustres et les terres marécageuses. Le delta du Yangtsé et sa périphérie deviennent une région agricole exportatrice.
Le Yangtsé devient l'artère principale du système de voies fluviales de la Chine de l'intérieur et va le rester jusqu'à la construction du réseau de chemins de fer au XXe siècle. Le Grand Canal qui relie le Yangtsé au fleuve Jaune (1 776 km) est achevé sous la dynastie Sui (581-618) et va être en partie refondu et complété entre 1271 et 1633 pour lui permettre de desservir Pékin. Dans sa partie sud, il traverse le delta du Yangtsé. Il est utilisé principalement pour transporter vers la Chine du Nord les excédents agricoles produits dans le delta. Au plus fort de son utilisation, il est sillonné par 8 000 jonques et sampans qui transportent chaque année environ 300 000 tonnes de marchandises.
La mise en valeur agricole du cours moyen du Yangtsé est beaucoup plus tardive. Elle se fait principalement au XIIe siècle sous la dynastie des Song du Sud et est parachevée sous les dynasties Ming et Qing qui en font à leur tour une région agricole clé de l'Empire chinois. Deux régions agricoles importantes sont ainsi créées. Le bassin du Nanyang au nord du Hubei où dominent les digues (di) et enceintes (yan). Les principaux ouvrages sont les systèmes d’irrigation de Liumenyan et Hongquebei et la canalisation de la rivière Bai (affluent du Han) qui permet de créer une liaison fluviale entre Pékin et le moyen Yangtsé. La deuxième région est la plaine des deux lacs (Dongting et Poyang) une zone dépressionnaire qui était jusqu'à cette époque un immense marécage sillonné par de multiples cours d'eau. Les aménagements effectués se traduisent par la création d'un ensemble de lacs et la création de polders protégés par des digues circulaires (weiyuan).
Sur le plan politique, le Yangtsé, trop large pour être franchi par un pont devient une frontière naturelle qui sépare la Chine du nord de celle du sud. Le fleuve joue ce rôle de frontière en particulier durant les dynasties du Nord et du Sud (420-589) et à l'époque des Song du Sud (1127-1279). De nombreuses batailles ont lieu le long du fleuve, la plus connue étant la bataille de la Falaise rouge (208) à l'époque des Trois Royaumes. Durant les guerres entre les dynasties Jin et Song, plusieurs batailles navales ont lieu sur le fleuve. Les plus connues sont la bataille de Caishi (1161) qui permet aux Song de repousser l'invasion des Jin et la bataille de Tangdao qui a lieu la même année.
Sous la dynastie Song (960-1279 960-1279), le bassin versant du Yangtsé inférieur (le Jiangnan) devient la région la plus prospère du territoire chinois et fournit entre un tiers et la moitié des revenus du pays. La région du cours moyen autour de Wuhan, le Janghan, devient à son tour un important grenier à céréales à compter de la dynastie de Ming (1368-1644).

### Dynastie Qing (1644-1912)
La révolte des Taiping, un grand soulèvement populaire, balaie entre 1851 et 1864 le bassin versant des cours inférieur et moyen du Yangtsé. Son origine est multifactorielle : forte croissance démographique, série de catastrophes naturelles (crues des principaux fleuves), pression fiscale et incompétence des gouvernants. Les insurgés occupent Nankin en 1853 dont ils font leur capitale et prennent rapidement le contrôle de l'ensemble du bassin versant du fleuve jusqu'à Wuhan mais ils échouent dans leurs tentatives de conquérir Shanghai, Pékin et le cours supérieur du Yangtsé. C'est seulement en 1864 que les Qin parviennent à reprendre Nankin et à vaincre les principales armées de la rébellion. Le bilan de la révolte sur le plan humain est terrible : 20 à 30 millions de morts et 30 millions de fugitifs. Les villes et les régions de l'intérieur sont désertées au profit des villes côtières comme Shanghai, dont la population connaît une croissance exponentielle.
Les premiers bateaux à vapeur à circuler sur le Yangtsé sont des navires anglais armés qui viennent appuyer les troupes britanniques au cours de la première guerre de l'opium qui oppose le Royaume-Uni à la Chine. Le traité de Tien-Tsin (1858) impose à la Chine notamment la libre circulation de bateaux de commerce et militaires européens sur le Yangtsé et l'ouverture au commerce international de plusieurs ports situés sur ce fleuve : Hankou et Nankin dans un premier temps puis Wuhan et Jiujiang une fois que les Qing ont reconquis les territoires occupés par la révolte des Taiping. Un premier armateur britannique, la « China Navigation Company », est créé en 1876 pour transporter marchandises et passagers le long du cours du fleuve. Des armateurs chinois créent leurs propres flottes de navires à vapeur qui remontent le fleuve jusqu'à Yichang à 1 600 kilomètres de l'embouchure. Les navires océaniques parviennent à remonter jusqu'à Hankou à 1 000 kilomètres de l'embouchure tandis que les 300 premiers kilomètres du fleuve sont accessibles par n'importe quel navire de haute mer de l'époque.

### Ouverture et libéralisation économique (après 1979)
Avec l’arrivée au pouvoir de Deng Xiaoping en 1979, les dirigeants chinois adoptent une politique d’ouverture (kaifang) qui est d'abord testée dans le Sud de la Chine (« zone économique spéciale de Shenzhen »). Elle est ensuite progressivement étendue au bassin du Yangtsé à compter de 1990, d'abord dans le delta (nouvelle zone de Pudong à Shanghai) puis à l'intérieur des terres.
Le Yangtsé est la voie navigable la plus vitale pour l'économie chinoise. Il est également crucial pour la chaîne d'approvisionnement mondiale.
En août 2022, la baisse du niveau du Yangtsé révèle d’anciennes statues bouddhistes. L’ensemble du bassin du fleuve est concerné par cette sécheresse exceptionnelle : Le cours du Yangtsé serait descendu à son plus bas niveau depuis 150 ans selon certains spécialistes, dans le sud mais aussi dans le centre du pays. Cette sécheresse record a contraint de grandes entreprises à suspendre leurs activités. Milieu août, la province du Sichuan a suspendu ou limité l'alimentation électrique de milliers d'usines et rationné l'utilisation publique de l'électricité en raison de la pénurie. Toyota, Foxconn et Tesla font partie des entreprises qui auraient temporairement suspendu leurs activités dans certaines usines. Le débit d'eau sur le cours principal du fleuve est inférieur de plus de 50 % à la moyenne des cinq dernières années. Les routes maritimes dans les sections médiane et inférieure ont également été fermées.

## Hydrologie
Le Yangtsé est un fleuve typique des régions soumises au régime de la mousson avec des précipitations concentrées durant l'été et un minimum durant l'hiver. 70 % du bassin fluvial du Yangtsé étant situé dans des régions de hautes montagnes ou de collines, les phénomènes d'érosion et de ravinement généré par les crues éclairs sont omniprésents. En conséquence le fleuve transporte une proportion importante de sédiments.

### Précipitations
La majorité du bassin versant du fleuve est située dans les régions tempérées ou sous l'influence de la mousson. La hauteur des précipitations reflète cette situation avec une moyenne annuelle de 1 087 mm. Mais la distribution spatiale de ces précipitations est hétérogène. Elles sont les plus faibles au niveau des sources sur le haut plateau tibétain : inférieures à 50 mm au tout début du cours, elles restent inférieures à 200 mm sur les 1 200 premiers kilomètres jusqu'à Yushu. Malgré le climat glacé de ce plateau et des zones montagneuses environnantes, qui sont favorables aux chutes de neige et permettent la présence de nombreux glaciers, l'essentiel de l'apport en eau se fait sous forme de pluie : la fonte des glaces ne représente que 7,7 % du volume à Yushu. En aval de cette ville, la hauteur des précipitations augmente rapidement et est comprise entre 600 et 1 200 mm sur tout le cours moyen et inférieur du fleuve. Les précipitations sont supérieures à 1 200 mm dans la partie occidentale du Sichuan, la partie occidentale des monts Daba et sur le bassin fluvial des fleuves se jetant dans les lacs Dongting et Poyang.
Les précipitations sont réparties de manière inégale au cours de l'année :
- la saison humide débute en mars sur les cours supérieurs des fleuves Xiang et Gan ;
- la saison des pluies s'étend sur tout le bassin fluvial du fleuve en avril à l'exception du cours supérieur (Jinsha), des cours supérieurs des affluents occidentaux au nord du Yangtsé et du cours supérieur et moyen du Han ;
- en mai, la saison des pluies est limitée aux bassins fluviaux des fleuves Xiang et Gan ;
- de mi-juin à début juillet, les cours moyens et inférieur du Yangtsé sont en pleine saison des pluies ;
- de mi-juillet à août, les pluies affectent le cours supérieur du Yangtsé et au nord du fleuve ainsi que les cours et supérieur du Han. À cette époque de l'année, les régions des cours moyen et inférieur du Yangtsé ainsi que le Sichuan oriental subissent un régime anticyclonique qui engendre des températures élevées et peut entraîner des périodes de sécheresse intense ;
- en septembre les pluies se déplacent vers le sud au niveau du cours moyen et inférieur du Yangtsé. La zone pluvieuse quitte le Sichuan occidental pour le Sichuan oriental et le bassin du Han. Les pluies automnales affectent le Yalong, des portions du fleuve Dadu, le cours supérieur du Yangtsé, la Jialing, la plus grande partie du Wu et du Qing et les cours moyen et supérieur du Han ainsi que le delta du Yangtsé ;
- la saison des pluies s'achève sur l'ensemble du bassin vers octobre-novembre.

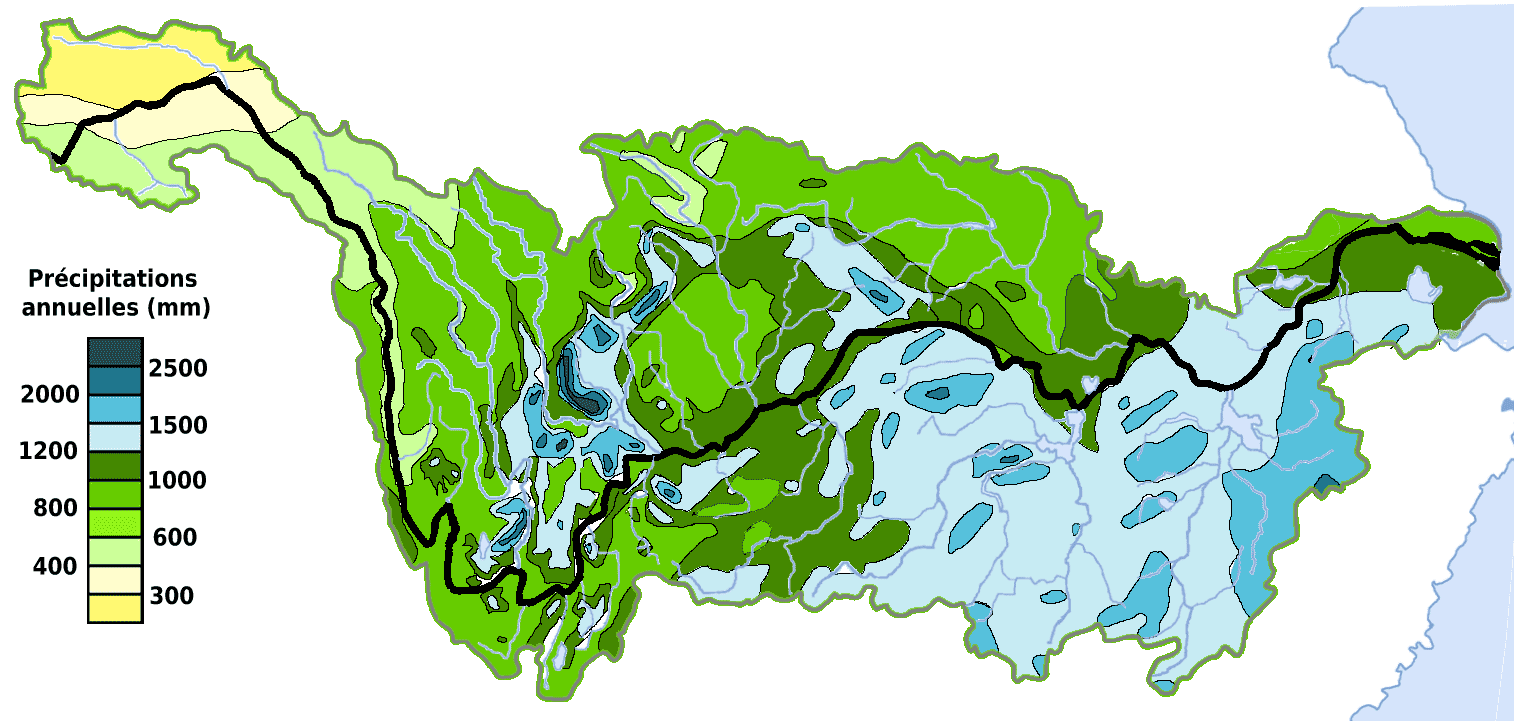
Précipitations annuelles moyennes sur le bassin versant du Yangtsé.
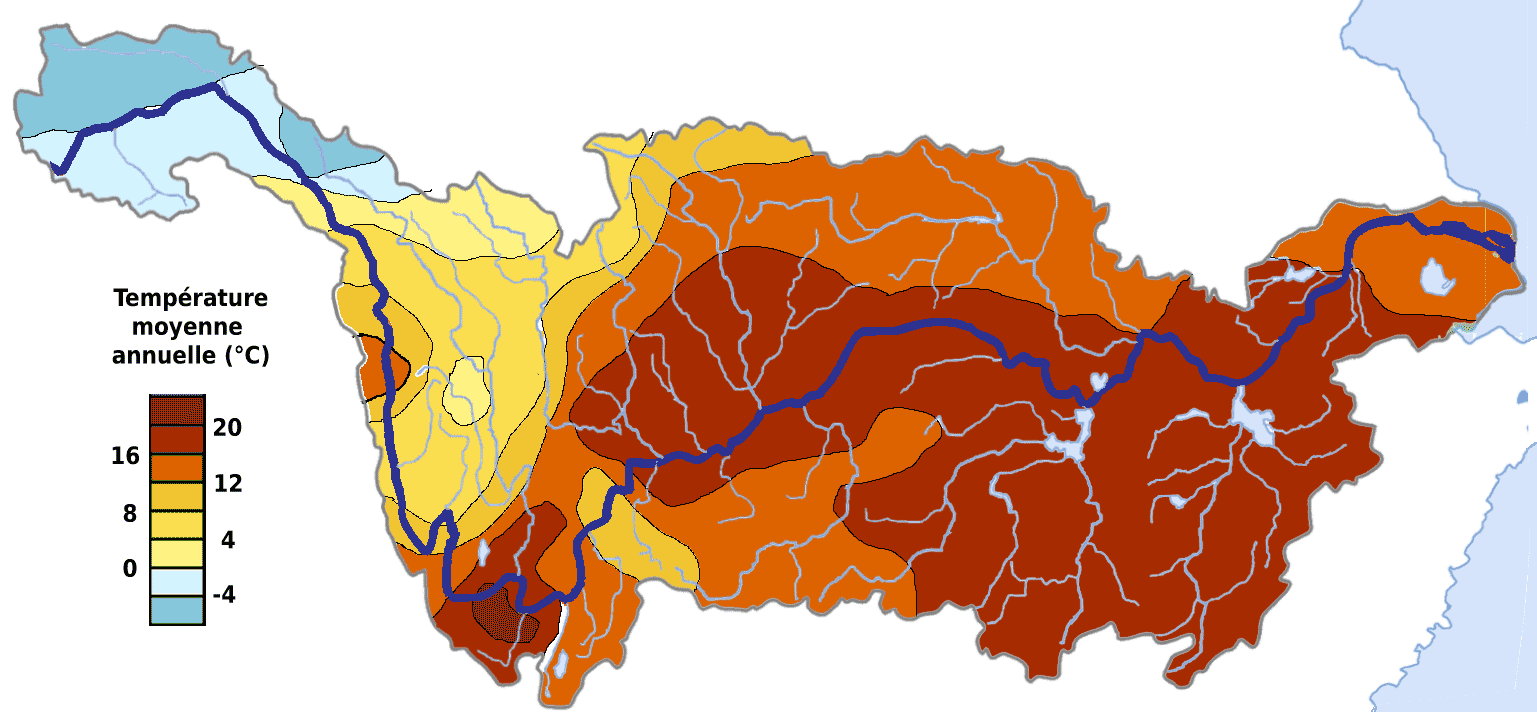
Températures annuelles moyennes sur le bassin versant du Yangtsé.

### Débit
Le débit total du fleuve a été observé pendant soixante-quatre ans (de 1923 à 1986) à Datong, ville située à quelque 511 kilomètres de l’embouchure. Datong est la dernière station de mesure sur le fleuve qui échappe à l'influence de la marée. Au niveau de cette station, le débit annuel moyen ou module observé sur cette période était de 28 811 m3/s pour un bassin versant de 1 712 673 km2. Cette surface représente plus de 95 % du bassin versant total de 1 800 000 km2 du fleuve, et ne diffère que de peu avec le débit final à son embouchure. La lame d'eau écoulée dans le bassin versant du fleuve atteint donc le chiffre de 531 millimètres par an.
Le débit moyen évolue de la manière suivante de l'amont vers l'aval :
| Station  | Localisation | Distance depuis la source | Bassin versant | % du total | Débit moyen | % du total | Commentaire                                                                              |
| -------- | ------------ | ------------------------- | -------------- | ---------- | ----------- | ---------- | ---------------------------------------------------------------------------------------- |
| Zhimenda | Yushu        | 1 174 km                  |                |            | 408 m3/s    |            |                                                                                          |
| Pingshan | Yibin        | km                        | 458 592 km2    | 26,9 %     | 4 639 m3/s  | 16,1 %     | station située en amont du confluent avec la Min                                         |
| Cuntan   | Chongqing    | km                        | 860 000 km2    | ... %      | ... m3/s    | ... %      | Station située en aval du confluent avec le Jialing et en amont du confluent avec la Wu. |
| Yichang  | Yichang      | 4 504 km                  | 1 005 501 km2  | 59 %       | 13 886 m3/s | 48,2 %     | Début du cours moyen                                                                     |
| Hankou   | Hankou       | 5 489 km                  | 1 488 036 km2  | 87,3 %     | 22 818 m3/s | 79,2 %     | Station située en aval de Wuhan. Début du cours inférieur                                |

### Crues

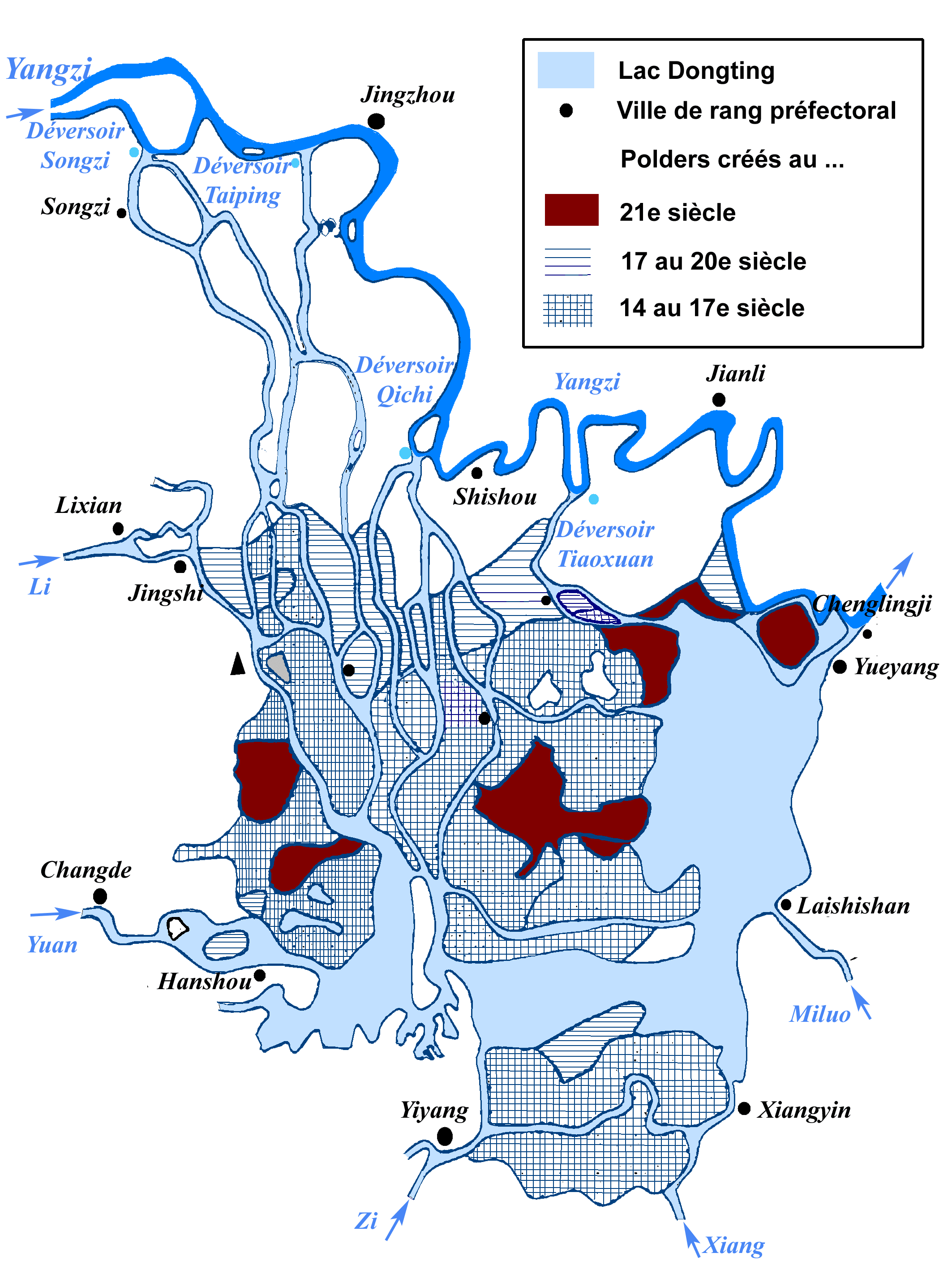
Carte du lac Dongting : celui-ci joue un rôle central dans la dérivation des crues du Yangtsé, mais sa superficie a été fortement réduite par les polders créés au fil des siècles.

Le bassin versant du Yangtsé est situé dans la région des moussons d'été. Les crues du Yangtsé constituent un phénomène récurrent qui découle de la concentration des précipitations sur la période estivale (70 à 80 % des précipitations annuelles) et du volume des précipitations important sur une grande partie du bassin versant et particulièrement élevé dans sa partie sud-est. Lorsque le courant El Niño est actif, les anticyclones positionnés dans le Nord-Ouest de l'Océan Pacifique se renforcent et la mousson d'été provoque des précipitations plus importantes. Les crues ont lieu principalement en juin et juillet. Elles sont souvent dévastatrices et ont contribué à freiner le développement de cette région en particulier le long des cours moyen et inférieur (de Yichang à l'estuaire). Depuis plus de mille ans, les hommes tentent de lutter contre les crues sur cette partie du cours du fleuve en construisant des digues (2 000 km le long du Yangtsé). Leur sommet domine désormais de 10 à 15 mètres la plaine environnante et le lit du fleuve a été surélevé par le dépôt de sédiments (on parle de fleuve suspendu). De nombreux lacs, en particulier le lac Dongting et le lac Poyang jouent un rôle central dans la gestion des crues en recueillant une grande partie des eaux excédentaires. Mais ces étendues d'eau ainsi que les zones marécageuses ont été en grande partie transformées en polders, un phénomène ancien mais qui s'est accéléré récemment. Au cours de la deuxième moitié du XXe siècle, les hommes ont largement modifié les conditions d'écoulement du Yangtsé et de ses affluents. Ils ont défriché une grande partie des forêts qui étaient prépondérantes sur le cours supérieur du fleuve et de ses affluents, accentuant les phénomènes d'érosion et donc de comblement des lacs par les sédiments et réduisant la capacité d'absorption des pluies par les sols désormais dénudés.
Les crues sur le Yangtsé constituent un phénomène récurrent. Au cours des mille dernières années, la fréquence des crues s'est accrue passant de une fois tous les cinq ans en moyenne durant la dynastie Song-Yuan (960-1367) à une fois par période de trois ans dans la deuxième moitié du XXe siècle ; elle s'est encore accélérée au cours de la première décennie du XXIe siècle. Le débit sur le bassin versant est compris entre 20 000 et 90 000 m3/s. Sur la période 1865-1895, il y a eu onze crues avec un débit supérieur à 45 000 m3/s sur le cours supérieur, dix-sept crues avec un débit supérieur à 50 000 m3/s sur le cours moyen et six crues avec un débit supérieur à 60 000 m3/s sur le cours inférieur. Alors que le débit moyen du fleuve tend à diminuer au cours des cinquante années analysées, le débit durant les crues tend à augmenter. La dernière crue majeure du fleuve au XXe siècle a eu lieu en 1998. Elle a duré deux mois et demi avec un débit atteignant 45 000 à 50 000 m3/s sur le cours supérieur, 60 000 à 70 000 m3/s sur le cours moyen et 75 000 à 80 000 m3/s sur le cours inférieur. Cet épisode a mis en évidence que les ouvrages installés pour réduire les inondations, ainsi que la réduction de la taille des lacs et l'érosion affectant un tiers de la superficie du bassin fluvial, ont contribué à accroître le niveau des eaux durant la crue.
En juin 2020, la crue a atteint un record datant de 1940. Au 24 juin, les eaux sont montées cinq mètres au-dessus du niveau habituel dans le xian de Qijiang de la municipalité de Chongqing. Selon la direction nationale des situations d’urgence, plus de onze millions de personnes dans vingt-quatre provinces du Sud de la Chine ont été affectées par ces inondations dues à de fortes pluies, un demi-million ont été évacuées, 9 300 bâtiments ont été détruits, le tout causant une perte économique de 24 milliards de yuans (3 milliards d’euros). Au moins 39 personnes sont mortes ou ont été portées disparues.

## Activités
Le Yangtsé alimente en eau 40 % du territoire chinois et 70 % de la production rizicole.

## Faune aquatique

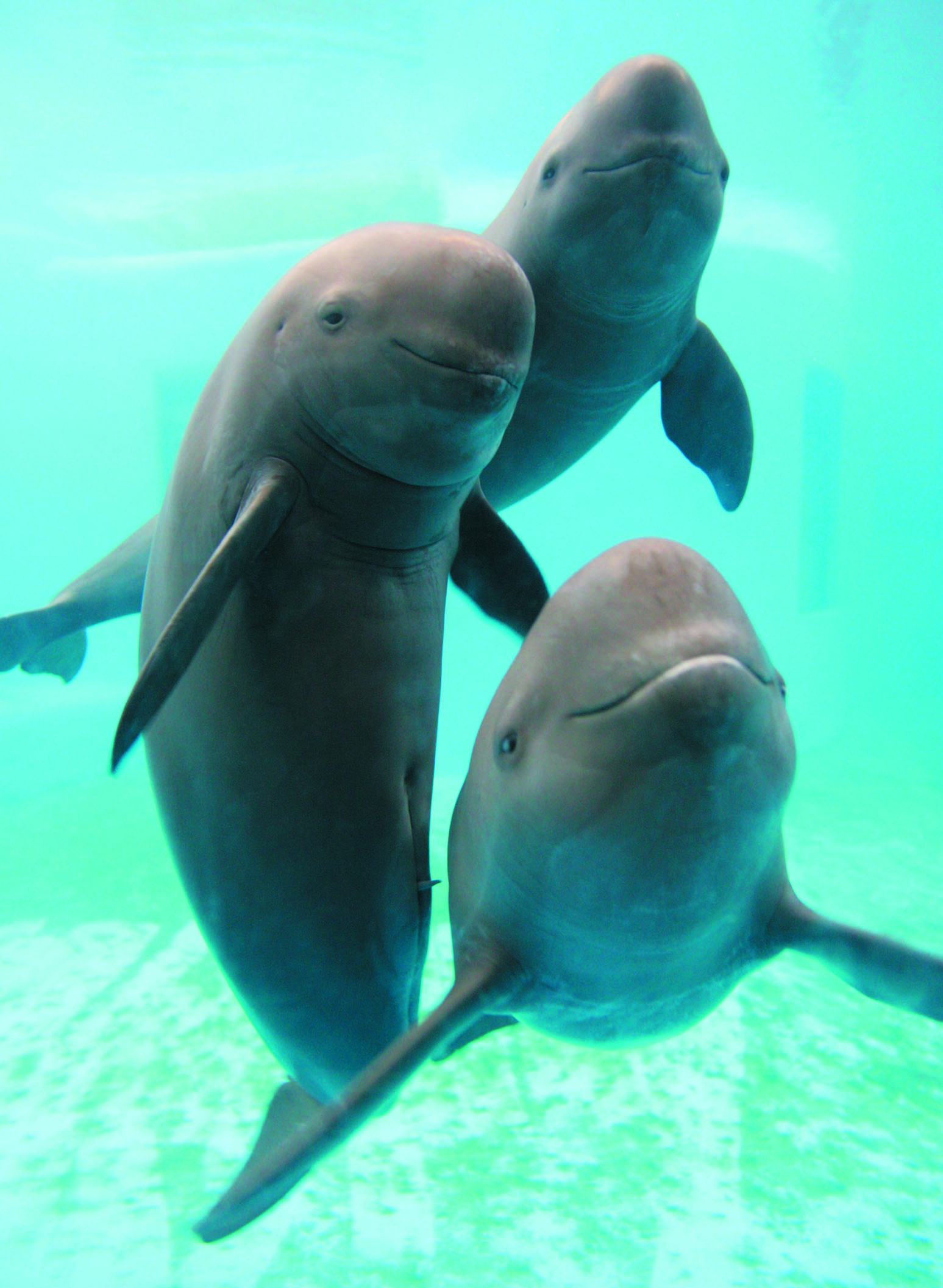
Marsouins du Yangtsé, Institut d'hydrobiologie de Wuhan, Chine

Le bassin versant du Yangtsé avec son système de lacs forme un ensemble d’habitats aquatiques très variés qui a permis à de nombreux types d'espèces d'y vivre. On trouve 370 espèces de poissons ce qui place le fleuve au premier rang parmi les fleuves asiatiques. Sur ces 370 espèces, 294 sont des poissons d'eau douce, 22 vivent dans des eaux saumâtres, 9 sont des espèces circulant entre la mer et le fleuve et 45 sont des espèces marines. 142 de ces espèces sont endémiques (vivent uniquement dans le bassin fluvial du Yangtsé) dont 112 vivent sur le cours supérieur du fleuve, 21 sur le cours moyen et inférieur et 9 sur l'ensemble du bassin versant. 188 espèces vivent uniquement dans la Réserve naturelle des espèces de poisson endémiques du cours supérieur du Yangtsé. Neuf d'entre elles figurent sur la liste des espèces à protéger, dont trois au niveau maximal (niveau I) : l'esturgeon chinois, l'esturgeon du Yang Tsé et l'espadon de Chine, espèce emblématique du fleuve déclarée éteinte, en 2020. Six espèces bénéficient d'une protection de niveau inférieur (niveau II) : le taimin du Sichuan (de la famille du saumon), la loche de Chine, sinocyclocheilus grahami, le Dali schizothoracin, la grande anguille marbrée et le trachidermus fasciatus.
Les caractéristiques de certaines des espèces spécifiques au bassin versant du Yangtsé sont détaillées ci-dessous :
- le Coreius heterodon vit sur le cours moyen et inférieur du Yangtsé et ses affluents
- le Coreius Zeniest un poisson typique du cours supérieur du Yangtsé et de ses affluents dont la présence est un bon indicateur de la qualité des eaux. Il aime les eaux agitées et se nourrit de mollusques et coquillages ainsi que de débris de plantes.
- L'esturgeon chinois était présent sur l'ensemble du cours du Yangtsé et sur les cours inférieurs de ses affluents. Victime des activités humaines, il n'en reste plus qu'un très petit nombre.
- Le marsouin aptère à long nez du Yangtsé
- le dauphin du Yangtsé : sa disparition a été constatée officiellement à la fin du dernier trimestre 2007.
- Bien que son aire de répartition se soit considérablement réduite, on trouve par endroits l'alligator de Chine dans certaines zones du delta du fleuve.

Le bassin fluvial du Yangtsé abrite également 145 espèces d'amphibiens dont 49 ne vivent que dans cette région. La plupart de ces dernières se trouvent sur le cours supérieur du fleuve ainsi que ses affluents. Cinq de ces espèces sont inscrites sur une liste dont la conservation est suivie par l'état chinois : la salamandre géante de Chine, le triton bosselé de Guizhou, le triton bosselé noir et le crapaud buffle asiatique. 62 espèces d'amphibiens sont considérées comme menacées. Les cours moyen et inférieur du Yangtsé offrent des environnements particulièrement favorables aux amphibiens, mais le milieu naturel y a été en grande partie détruit ou fragmenté entraînant le déclin des espèces qui y vivaient.

## Aménagements

### Barrages

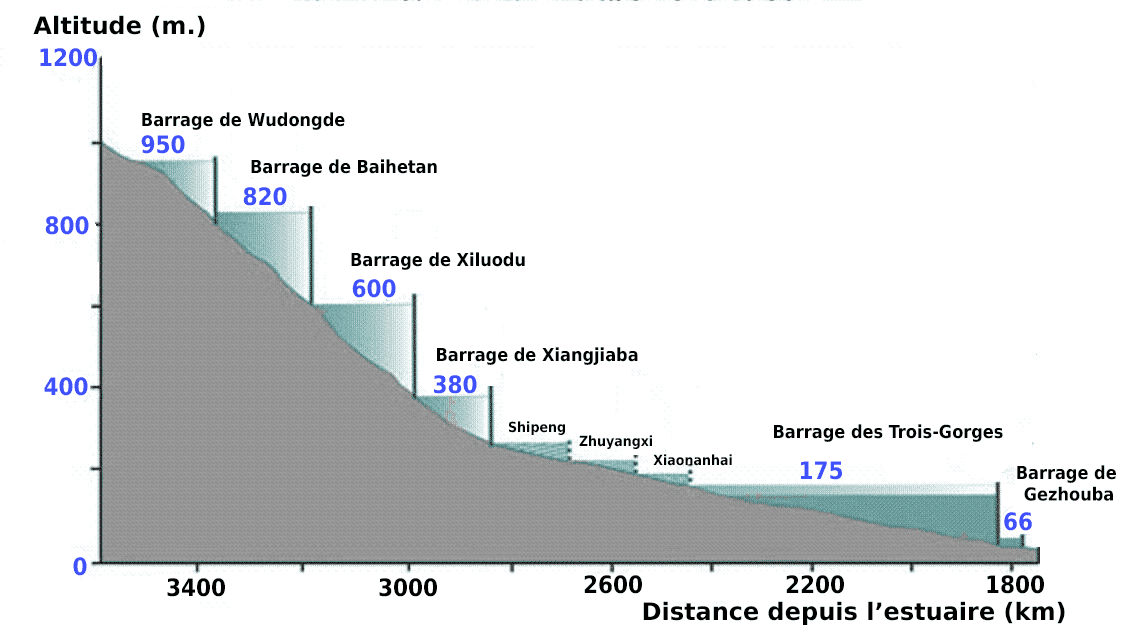
Profil en long du cours supérieur du Yangtsé et principaux barrages construits ou en cours de construction.

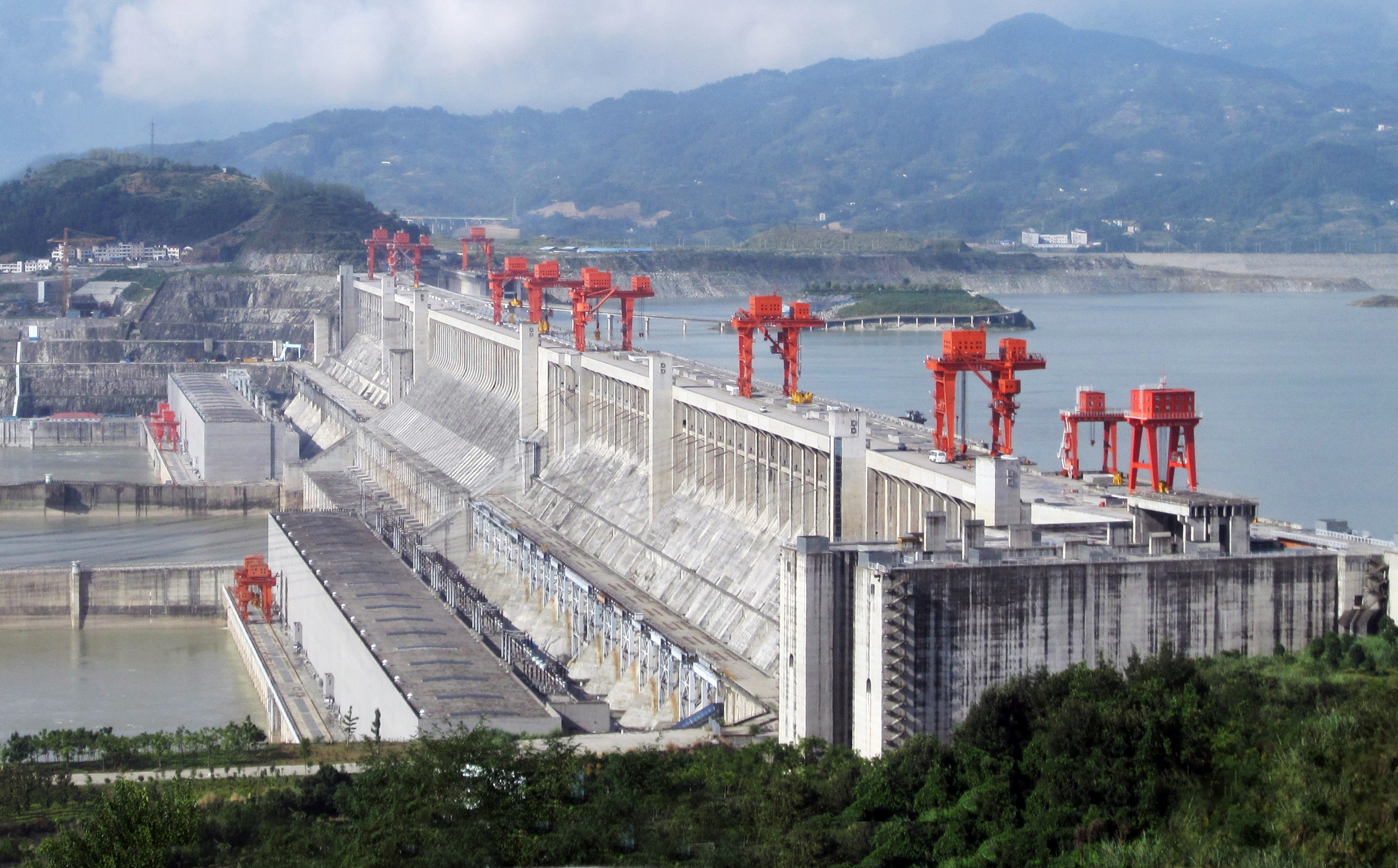
Le barrage des Trois-Gorges plus grand barrage du monde.

L'équipement de la Chine en barrages hydroélectriques débute en 1912. Jusqu'en 1949, la guerre civile ainsi que le conflit avec le Japon freinent la réalisation de ces ouvrages et les seuls barrages d'une taille significative sont construits par l'occupant japonais dans le nord de la Chine. Après la victoire du parti communiste chinois en 1949, la priorité est donnée à l'irrigation par rapport à la production d'électricité pour faire face à la forte croissance de la population qui atteint 583 millions d'habitants en 1953. Dans un contexte politique très agité (notamment révolution culturelle), plusieurs grands barrages sont construits entre 1960 et 1979 sur les affluents du Yangtsé : barrage de Zhexi sur le fleuve Zi en 1962 (947 MW), barrage de Danjiangkou sur le fleuve Han en 1973 (900 MW) et barrage de Wujiangdu sur le fleuve Wu en 1979. À compter des années 1980, les dirigeants chinois optent pour une politique d'ouverture et de privatisation partielle. La Banque mondiale et la banque pour le développement en Asie ainsi que des gouvernements étrangers consentent des prêts qui permettent de lancer des projets de centrales hydroélectriques ambitieux.
La barrage de Gezhouba construit sur le cours moyen du Yangtsé en 1988 est le premier ouvrage de grande taille (2 715 MW) réalisé sur le fleuve. La construction du barrage des Trois-Gorges, situé en aval de Gezhouba à la limite de la région montagneuse du cours supérieur du Yangtsé et de la plaine du moyen Yangtsé, doit établir un nouveau record mondial en matière de puissance installée (22 500 MW). Sa construction est lancée en 1993 malgré une opposition domestique et internationale qui souligne les répercussions du projet : le déplacement de 1,3 million de personnes, la disparition de terres agricoles fertiles, l'engloutissement de nombreux sites historiques et l'impact écologique. Les partisans mettent en avant la prévention des crues, l'amélioration de la navigabilité, la production de l'électricité et le rôle symbolique d'un projet qui démontre les nouvelles capacités de la Chine. L'opposition intérieure, qui ne dépasse pas le cercle des hydrologues en Chine, est muselée. Toutefois à la fin des années 1990, plusieurs événements et catastrophes mettant en évidence les atteintes écologiques produites par une croissance débridée (crue de 1998 du Yangtsé, tempêtes de sable à Pékin…) entraînent une certaine sensibilisation de la société civile.
La décentralisation de l'État, les réformes économiques (ouverture aux investissements étrangers, économie de marché) entraînent une croissance annuelle de plus de 10 % sur la période 1990-2004. Pour faire face à la croissance de la consommation et décarboniser sa production d'énergie, les dirigeants chinois lancent un plan ambitieux de construction de centrales hydroélectriques qui prévoit de disposer d'une capacité de 270 GW en 2015 et de 330 GW en 2020. Les ingénieurs maîtrisent désormais la technologie et il n'est plus nécessaire d'importer les équipements qui sont produits localement. De plus la Chine peut autofinancer ses projets. La construction des barrages est alors réalisée à un rythme étonnamment rapide. Celle-ci est confiée à cinq sociétés contrôlées par l'État chinois. Au cours des décennies 2000 et 2010, le Yangtsé et ses affluents sont équipés d'un très grand nombre de barrages qui contribuent à faire de la Chine à compter de 2010 le plus grand producteur mondial d'énergie hydroélectrique. La puissance totale installée sur le bassin versant du Yangtsé dépasse fin 2019 les 111 000 MW et ceux-ci produisent annuellement plus de 500 TWh/an. Plusieurs grands barrages ajoutant une capacité de 30 000 MW doivent être inaugurés en 2020/2021.
Les principaux barrages hormis ceux des Trois-Gorges de Gezhouba et le Goupitan (construit sur l'affluent Wu) sont installés sur le cours supérieur du fleuve Yangtsé (Jinsha) et sur ses premiers grands affluents qui descendent comme lui du plateau tibétain : le Yalong et le Dadu affluent du Min. Les plus importants sont :
- le barrage de Baihetan sur le cours supérieur du Yangtsé (16 000 MW) qui doit être inauguré en 2021 ;
- le barrage de Xiluodu sur le cours supérieur du Yangtsé. L'ouverture complète de la centrale a lieu en 2015, avec une puissance de 12 600 MW[45],[46] ;
- le barrage de Wudongde sur le cours supérieur du Yangtsé (10 200 MW) qui doit être inauguré en 2020 ;
- le barrage de Xiangjiaba sur le cours supérieur du Yangtsé (6 448 MW) inauguré en 2012 ;
- le barrage Jinping-II sur le fleuve Yalong (4 800 MW) inauguré en 2012 ;
- le barrage Jinping-I sur le fleuve Yalong (3 600 MW) inauguré en 2013 ;
- le barrage d'Ertan sur le fleuve Yalong (3 300 MW) inauguré en 1999 ;
- le barrage de Pubugou 	sur le fleuve Dadu (3 300 MW) inauguré en 2010 ;
- le barrage de Guanyinyan sur le cours supérieur du Yangtsé (3 000 MW) inauguré en 2014 ;
- le barrage de Lianghekou sur le Yalong (3 000 MW) inauguré en 2021.

### Ponts

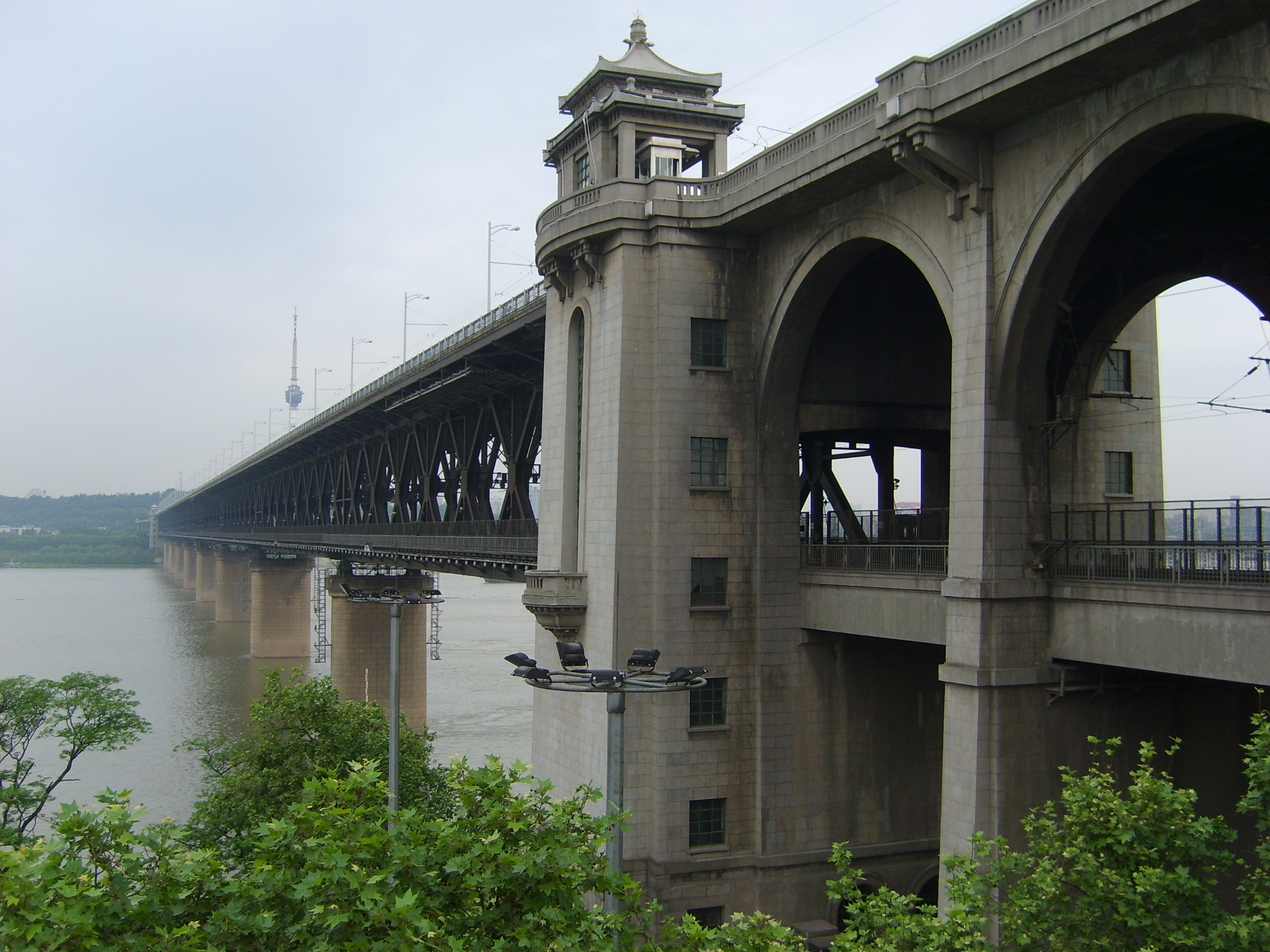
Le pont de Wuhan (1957), premier pont ayant franchi le fleuve Yangtsé.

Durant plusieurs millénaires et jusqu'au milieu du XXe siècle, aucun pont ne franchissait le Yangtsé entre Yibin et l'embouchure du fleuve à Shanghai, soit sur près de 3 000 kilomètres. Le fleuve, du fait de sa largeur, constituait une barrière physique séparant la Chine du Nord de la Chine du Sud. Pour traverser, les voyageurs et les marchandises devaient emprunter des ferrys. Ainsi les passagers des deux artères ferroviaires principales du pays reliant Pékin à Canton d'une part et Pékin à Shanghai d'autre part devaient quitter leur train respectivement à Wuhan et Nankin pour franchir le fleuve à bord de ferrys avant de poursuivre leur trajet ferroviaire jusqu'à leur destination. À la suite de la prise de pouvoir des communistes en 1949, les dirigeants chinois font appel aux ingénieurs soviétiques pour concevoir et construire le pont de Wuhan à usage mixte ferroviaire/routier. La construction débute en 1955. Celui-ci devient le premier pont à franchir le Yangtsé en 1957 supprimant la rupture de charge sur la ligne de chemin de fer Pékin-Canton. Il est suivi par un pont ferroviaire à voie unique construit à Chongqing (1959) puis par le pont de Nankin à usage mixte qui permet à partir de 1968 d'établir la continuité de la ligne ferroviaire Pékin-Shanghai et qui est marqué au cours de sa construction par la rupture des relations entre la Chine et l'Union soviétique. Par la suite les ingénieurs chinois devront se passer de l'assistance des Soviétiques. Durant la décennie 1980, le rythme de construction des ouvrages de franchissement du Yangtsé ralentit, mais il reprend vigoureusement dans les années 1990 et se poursuit depuis. Désormais le fleuve est franchi par des dizaines d'ouvrages, dont certains établissent des records comme le pont suspendu de Jiangyin (portée 1 385 mètres) inauguré en 1999, le pont suspendu de Runyang (portée 1 490 mètres) achevé en 2005 et le pont à haubans de Sutong (portée 1 088 mètres) inauguré en 2008.

Ponts sur le Yangtsé
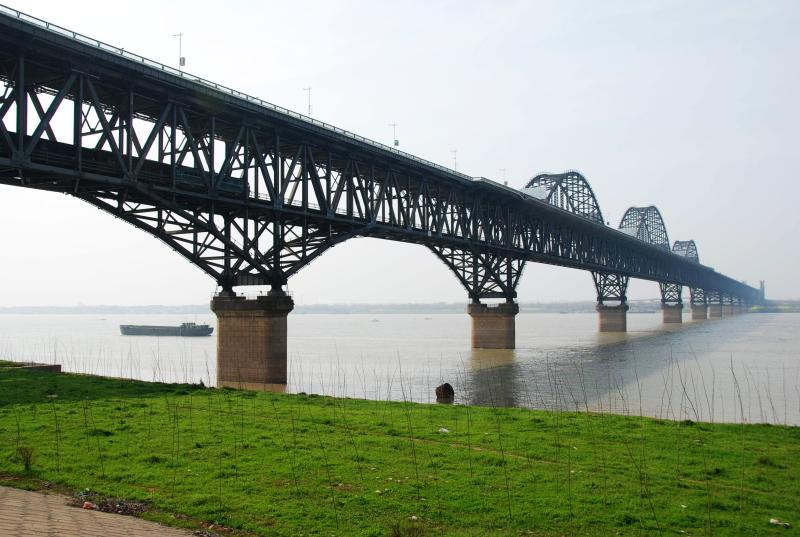
Le pont de Jiujiang est un pont à trois arcs achevé en 1992.
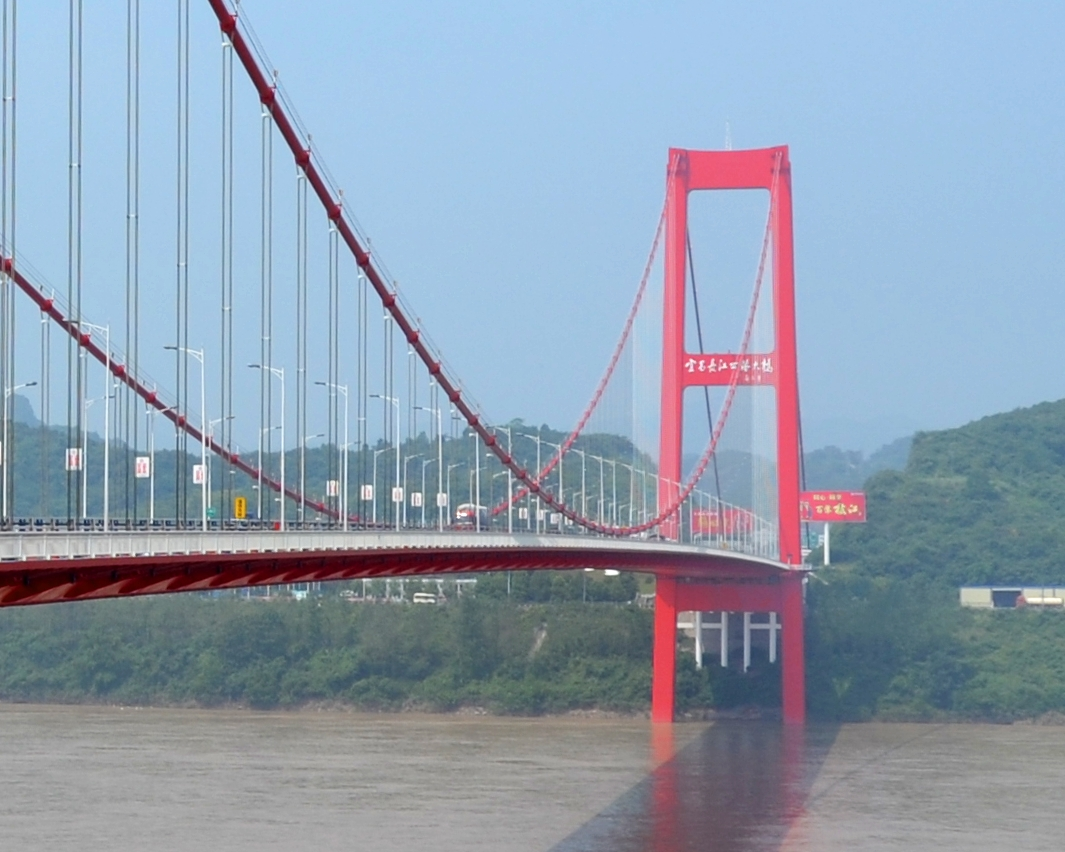
Le pont de Yichang est un pont suspendu construit en 1996.
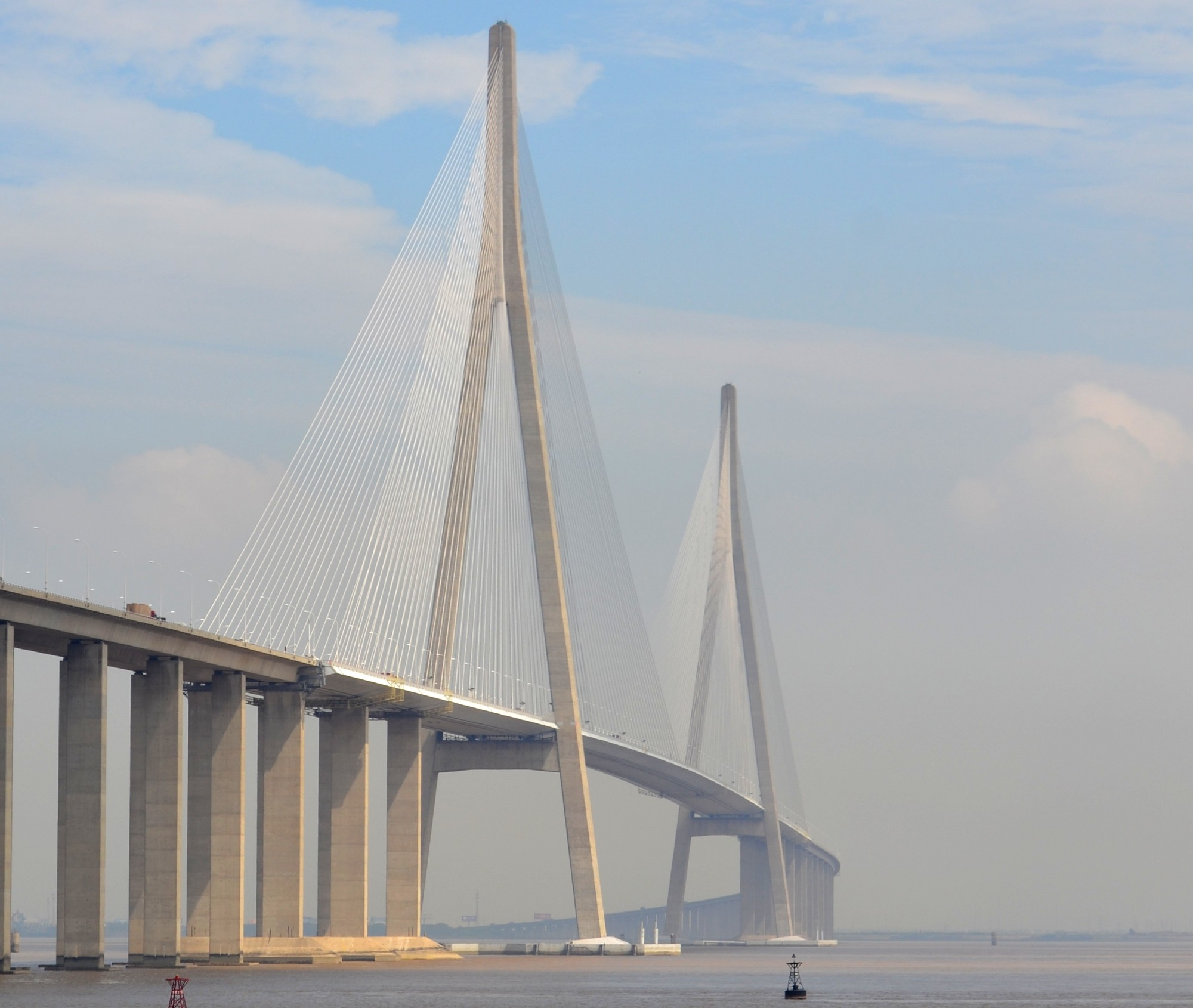
Le pont de Sutong qui relie Nantong à Suzhou était un des plus longs ponts à haubans lorsqu'il a été achevé en 2008.

### Projet de transfert d'eaux sud-nord

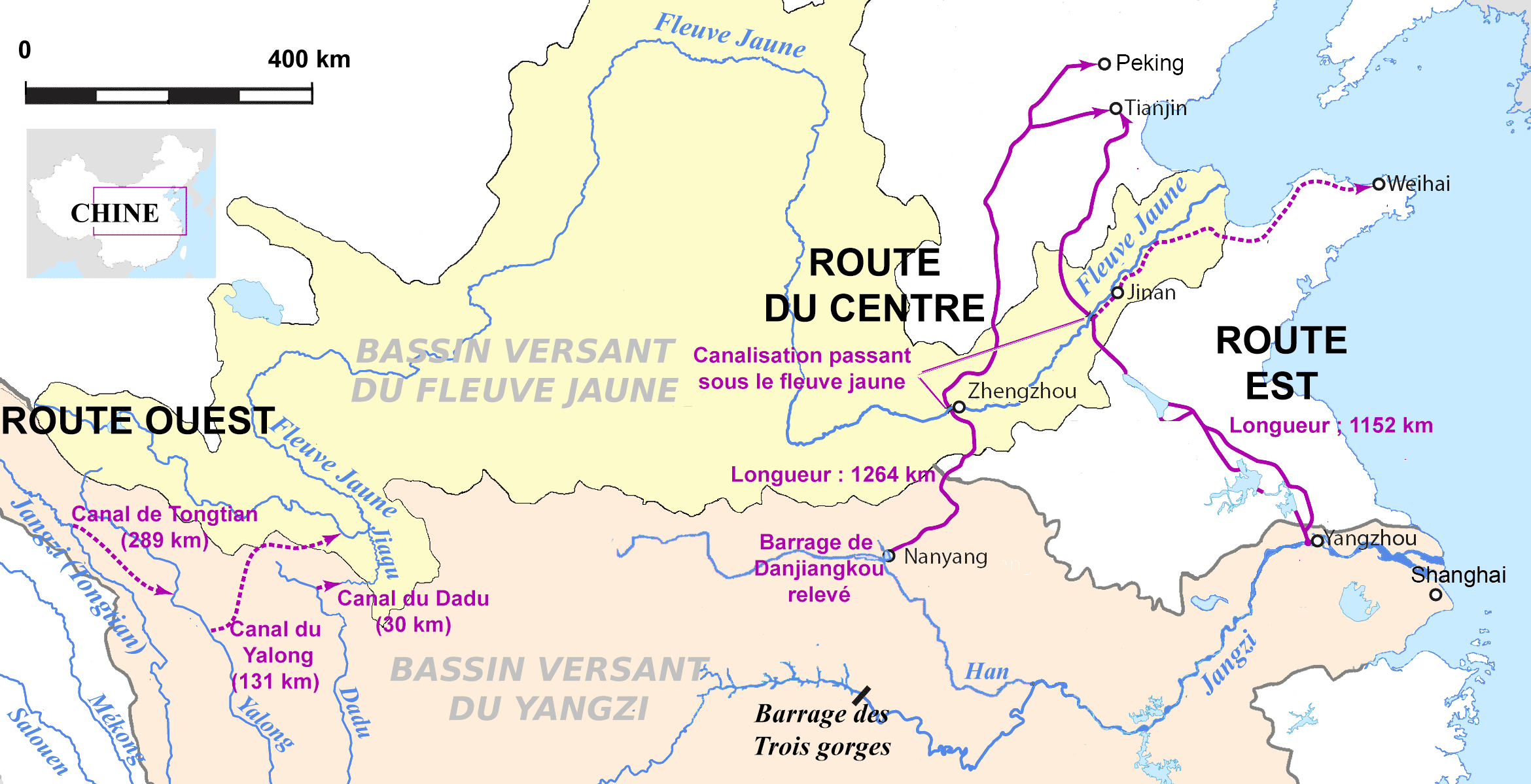
Les trois routes du projet de transfert d'eaux nord-sud.

Les grandes concentrations humaines de la Chine du nord, en particulier les agglomérations de Pékin et Tianjin, ne disposent pas de ressources en eau suffisantes. En 2012 pour la ville de Pékin les ressources combinées des rivières proches étaient en mesure de fournir environ 120 m3 d'eau à chaque habitant alors que selon la norme établie par les Nations unies, le seuil de détresse hydrique est fixé à 500 m3 par habitant. Pour remédier à cette situation, la ville de Pékin tente de réduire les quantités d'eau consommées et puise dans les ressources de la province de Hebei et dans les nappes phréatiques dont le niveau baisse de 2 à 3 mètres par an. Alors que la Chine du nord relativement aride connaît une pénurie chronique, la Chine du sud bénéficie de précipitations abondantes et dispose au contraire de ressources en eaux excédentaires.
Le projet de transfert d'eaux sud-nord (en chinois 南水北调工程 ; en pinyin : Nánshuǐ Běidiào Gōngchéng) est évoqué dans les années 1960 par Mao : son objectif est de détourner une partie des eaux du Yangtsé et de ses affluents pour fournir de l'eau au nord de la Chine. Il ne prend corps qu'au début des années 2000. Ce gigantesque projet comprend la construction de trois ensembles de canalisations pour amener l'eau vers le nord :
- La route de l'est prélève une partie des eaux du fleuve Yangtsé (400 m3/s maximum) au niveau de son estuaire près de la ville de Jangdiu. Une canalisation longue de 1 152 km permet son transfert en suivant en partie le tracé du grand canal jusqu'à Tianjin. Ce chantier comprend des ouvrages d'envergure (tunnels, franchissement souterrain du fleuve Jaune) ainsi que 23 pompes puissantes utilisées pour relever le niveau ce qui permet la circulation des eaux par gravité malgré le dénivelé défavorable. Les travaux ont débuté en 2002 et une partie de la canalisation est en service.
- La route du centre consiste à prélever environ 9,5 milliards de km3 dans le lac de barrage du Danjiangkou préexistant édifié sur le fleuve Han, un des principaux affluents du Yangtsé. Un canal long de 1 264 km amène cette eau jusqu'à Pékin. Le projet qui a commencé en 2004 s'est achevé en 2014. Il comprend la surélévation du barrage de Danjiangkou (de 162 à 176,6 mètres) pour permettre à l'eau prélevée de circuler par la simple force de gravité.
- La route de l'ouest n'a pas donné lieu début 2020 à un début de concrétisation. Encore plus coûteux que les deux autres, il s'agit de prélever une partie des eaux du Yangtsé et de deux de ses affluents, le Yalong et le Dadu), très en amont sur le plateau tibétain. Une série de canalisations entre ces trois fleuves, dont les cours sont dans cette région parallèles, doit transférer les eaux du Yangtsé (baptisé Tongtian dans cette partie de son cours) vers le Yalong (289 km), du Yalong vers le fleuve Jaune (131 km) et du Dadu vers le Fleuve jaune (30 km). Les canalisations doivent être percées à travers un massif montagneux à très haute altitude (3 000  à   4 000 mètres).

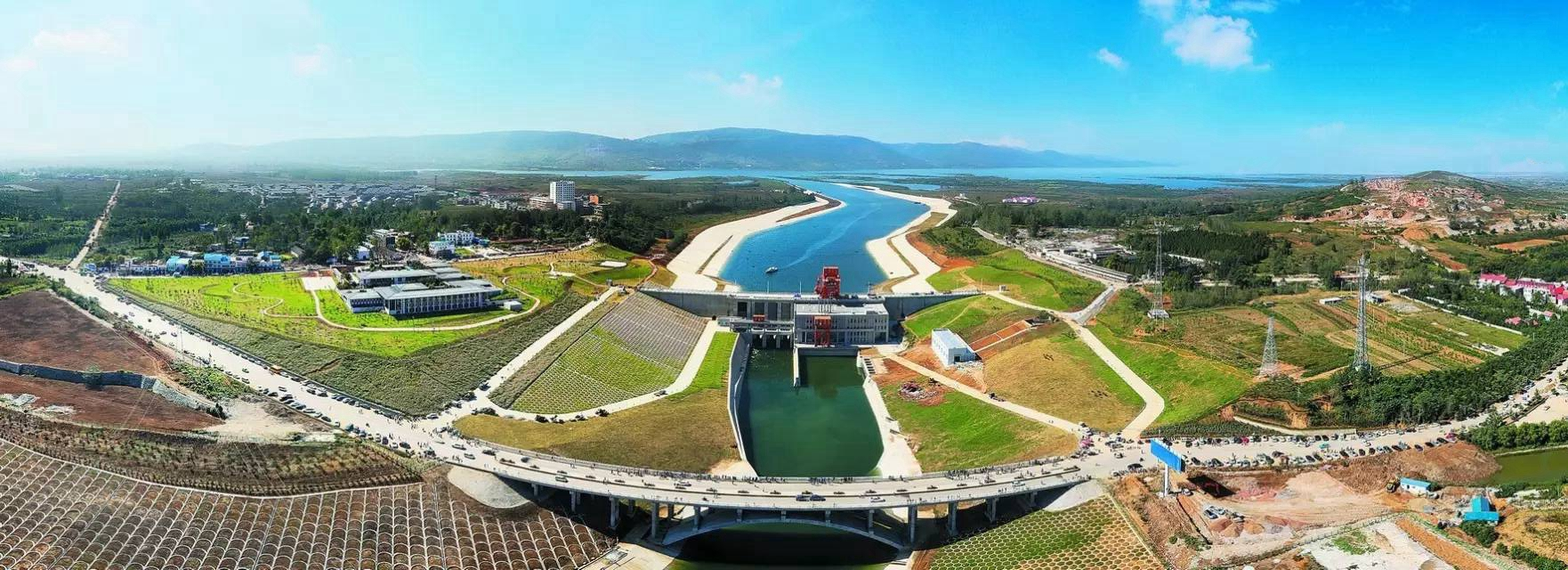
Point de départ de la route du centre dans le Xian de Xichuan près de Nanyang dans le Henan

Le projet, qui devrait être achevé dans son ensemble en 2050, devrait détourner 45 milliards de mètres cubes d’eau à l'horizon 2050 par an soit environ 1 400 m3/s (pratiquement l'équivalent du débit du Rhône à son embouchure). En 2014 sa mise en œuvre avait déjà coûté 79 milliards d'US$.
Le projet a un impact humain et écologique. Pour surélever le barrage du barrage du Danjiangkou, il a fallu déplacer 345 000 personnes qui occupaient des terrains désormais sous les eaux. Les prélèvements sur le Han pourraient menacer les ressources en eau de la région traversée par ce fleuve et il est question de prélever une fraction des eaux du barrage des trois gorges pour le transférer dans le barrage du Danjiangkou.

## Atteintes écologiques

### Qualité de l'eau
En mai 2006, des experts chinois ont publié des rapports alarmants sur l'état de la pollution du fleuve. L'approvisionnement en eau potable de l'agglomération de Shanghai pourrait devenir problématique si aucune solution n'est trouvée. L'autre problème concerne le nombre d'espèces animales peuplant les rives du fleuve : leur nombre est passé de 126 au milieu des années 1980 à 52 en 2002.
Le tiers de la pollution proviendrait des engrais chimiques, des pesticides et des rejets agricoles, le reste venant des villes, du secteur industriel et des bateaux. D'ailleurs ces eaux sont considérées comme les plus turbides de la planète, avec un transport de sédiments qui est estimé à 680 millions de tonnes par an.
Bien qu'il alimente 40 % du territoire chinois et fournisse l'eau nécessaire à 70 % de la production rizicole, 25 milliards de tonnes d'eaux souillées urbaines et industrielles y sont déversées chaque année.

### Érosion des sols
L'érosion des sols touche 622 200 km2 soit 34,6 % de la surface du bassin versant du Yangtsé. Le fleuve et ses affluents emportent 2,4 milliards de tonnes de sédiments par an. L'érosion touche plus particulièrement le cours inférieur du fleuve Jinsha (Yangtsé, le bassin versant de la Hialing, de la Tuo, le cours moyen de la Min, les cours supérieurs de la Wu et de la Chishui, la région des Trois Gorges et le cours supérieur de la Han. Cette érosion est principalement liée à la conversion des régions vallonnées couvertes de forêts et des prairies en terres cultivées, mais également à l'exploitation de carrières, la construction de routes, l'exploitation des mines et différents projets de construction. La superficie touchée s'accroît de 1 000 km2 par an ce qui accroît la masse des sédiments emportés de 150 millions de tonnes.

### Perturbations de l'écosystème du fleuve par les barrages et les retenues d'eau
Les barrages et retenues d'eau perturbent l'écoulement du fleuve et son écosystème.
Les sédiments transportés par le fleuve jouent un rôle central dans le maintien du lit du fleuve, la relation du fleuve avec ses lacs et la formation de son estuaire. Les barrages et les réservoirs modifient le processus de transport des sédiments ce qui affecte directement le cours du Yangtsé et l'habitat des organismes aquatiques.

## Dans la culture occidentale
- Charles Trenet, Bambou et Johnny Hess ont chanté une chanson portant ce titre.
- Un singe en hiver  est un film d'Henri Verneuil de 1962, avec Jean Gabin et Jean-Paul Belmondo.
- La Canonnière du Yang-Tsé est un film de Robert Wise de 1966, avec Steve McQueen.